# Championnat du monde des rallyes 2018
Navigation
2017 2019
Le championnat du monde des rallyes 2018 est la 46e édition du championnat du monde des rallyes. Il est composé de treize manches réparties sur quatre continents. Il est remporté par Sébastien Ogier et Julien Ingrassia au volant d'une Ford Fiesta WRC engagée par M-Sport World Rally Team.

## Participants

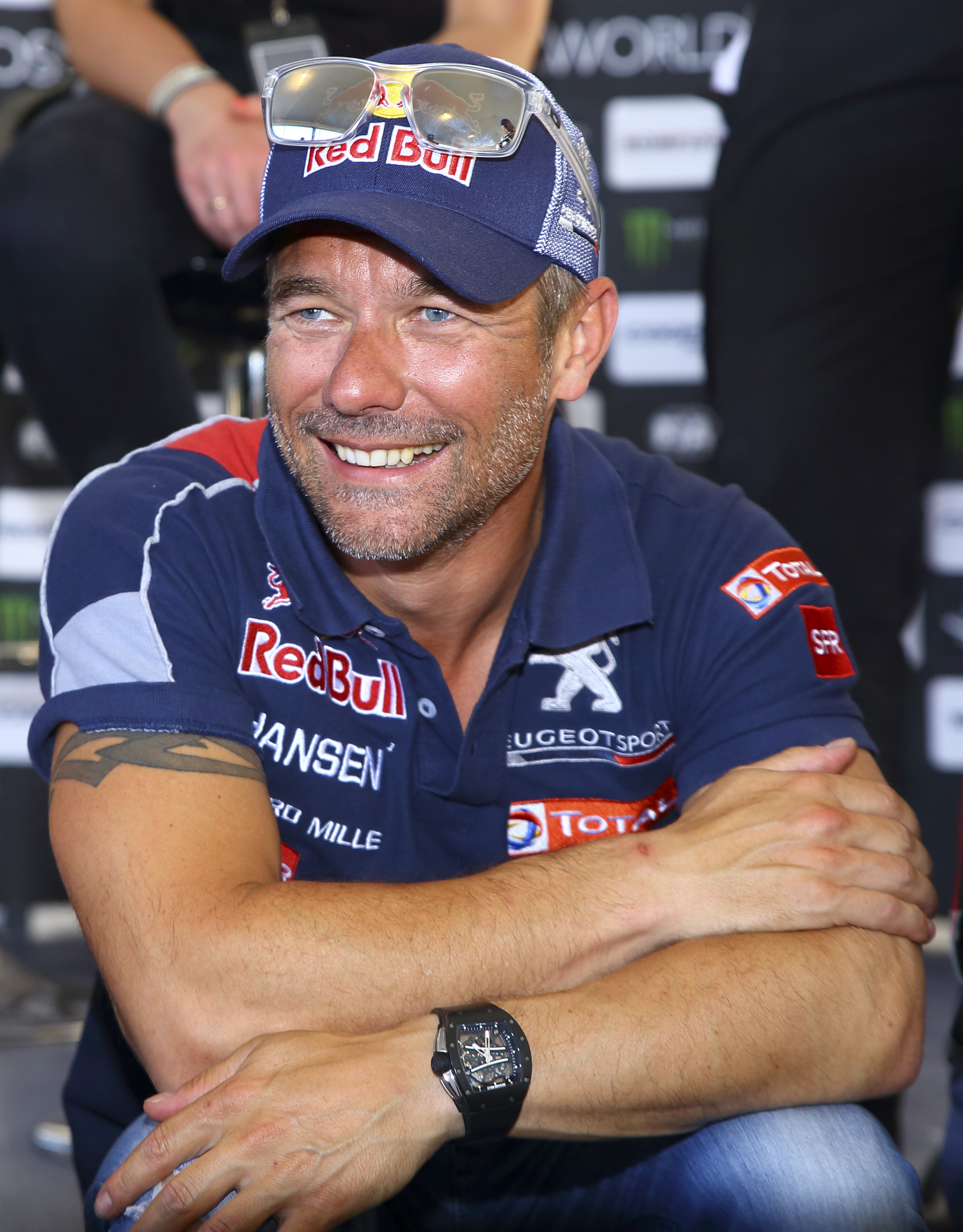
Sébastien Loeb, ici le 22 avril 2017 lors de la manche portugaise du WRX 2017, fait son retour en WRC pour trois rallyes.

Une des surprises de cette saison 2018 est le retour de Sébastien Loeb au volant de la Citroën C3 WRC pour les rallyes du Mexique, de Corse et de Catalogne.
Le transfert majeur concerne l’Estonien Ott Tänak qui quitte M-Sport pour rejoindre Toyota.
Peu après le Rallye du Portugal terminé sur une sortie de route à haute vitesse pour le duo Kris Meeke et Paul Nagle, et au Tour de Corse itou, le Citroën Racing annonce remercier le tandem pour la suite de la saison, l’équipe mentionnant les « trop fréquentes sorties de route dont certaines, particulièrement violentes, auraient pu avoir de lourdes conséquences pour la sécurité de l’équipage alors que la prise de risque n’était pas justifiée par des enjeux sportifs ».
| Engagés éligibles pour marquer des points au classement constructeurs   |                             |                       |      |    |                    |                       |                   |
| Constructeur                                                            | Équipe                      | Voiture               | Pneu | N° | Pilote             | Copilote              | Manche            |
| Ford                                                                    | M-Sport Ford WRT            | Ford Fiesta WRC       | M    | 1  | Sébastien Ogier    | Julien Ingrassia      | Toutes            |
| Ford                                                                    | M-Sport Ford WRT            | Ford Fiesta WRC       | M    | 2  | Elfyn Evans        | Daniel Barritt        | 1–3, 5–13         |
| Ford                                                                    | M-Sport Ford WRT            | Ford Fiesta WRC       | M    | 2  | Elfyn Evans        | Phil Mills            | 4                 |
| Ford                                                                    | M-Sport Ford WRT            | Ford Fiesta WRC       | M    | 3  | Bryan Bouffier     | Jérôme Degout         | 1,4               |
| Ford                                                                    | M-Sport Ford WRT            | Ford Fiesta WRC       | M    | 3  | Teemu Suninen      | Mikko Markkula        | 2-3, 5-12         |
| Ford                                                                    | M-Sport Ford WRT            | Ford Fiesta WRC       | M    | 21 | Jourdan Serderídis | Lara Vanneste         | 13                |
| Hyundai                                                                 | Hyundai Shell Mobis WRT     | Hyundai i20 Coupe WRC | M    | 4  | Andreas Mikkelsen  | Anders Jæger          | Toutes            |
| Hyundai                                                                 | Hyundai Shell Mobis WRT     | Hyundai i20 Coupe WRC | M    | 5  | Thierry Neuville   | Nicolas Gilsoul       | Toutes            |
| Hyundai                                                                 | Hyundai Shell Mobis WRT     | Hyundai i20 Coupe WRC | M    | 6  | Dani Sordo         | Carlos del Barrio     | 1, 3-5, 9, 12     |
| Hyundai                                                                 | Hyundai Shell Mobis WRT     | Hyundai i20 Coupe WRC | M    | 6  | Hayden Paddon      | Sebastian Marshall    | 2, 6-8, 10-11, 13 |
| Toyota                                                                  | Toyota Gazoo Racing WRT     | Toyota Yaris WRC      | M    | 7  | Jari-Matti Latvala | Miikka Anttila        | Toutes            |
| Toyota                                                                  | Toyota Gazoo Racing WRT     | Toyota Yaris WRC      | M    | 8  | Ott Tänak          | Martin Järveoja       | Toutes            |
| Toyota                                                                  | Toyota Gazoo Racing WRT     | Toyota Yaris WRC      | M    | 9  | Esapekka Lappi     | Janne Ferm            | Toutes            |
| Citroën                                                                 | Citroën Total Abu Dhabi WRT | Citroën C3 WRC        | M    | 10 | Kris Meeke         | Paul Nagle            | 1–6               |
| Citroën                                                                 | Citroën Total Abu Dhabi WRT | Citroën C3 WRC        | M    | 10 | Mads Østberg       | Torstein Eriksen      | 8–11, 13          |
| Citroën                                                                 | Citroën Total Abu Dhabi WRT | Citroën C3 WRC        | M    | 10 | Sébastien Loeb     | Daniel Elena          | 12                |
| Citroën                                                                 | Citroën Total Abu Dhabi WRT | Citroën C3 WRC        | M    | 11 | Sébastien Loeb     | Daniel Elena          | 3-4               |
| Citroën                                                                 | Citroën Total Abu Dhabi WRT | Citroën C3 WRC        | M    | 11 | Craig Breen        | Scott Martin          | 1–2, 5-13         |
| Citroën                                                                 | Citroën Total Abu Dhabi WRT | Citroën C3 WRC        | M    | 12 | Mads Østberg       | Torstein Eriksen      | 2, 6-7            |
| Citroën                                                                 | Citroën Total Abu Dhabi WRT | Citroën C3 WRC        | M    | 12 | Khalid Al-Qassimi  | Chris Patterson       | 5, 8, 10, 12      |
| Citroën                                                                 | Marijan Griebel             | Citroën DS3 WRC       | M    | 22 | Marijan Griebel    | Alexander Rath        | 9                 |
| Citroën                                                                 | Mauro Miele                 | Citroën DS3 WRC       | M    | 81 | Mauro Miele        | Luca Beltrame         | 4                 |
| Citroën                                                                 | Cyrille Feraud              | Citroën DS3 WRC       | D    | 24 | Cyrille Feraud     | Aymeric Duschemin     | 7                 |
| Engagés inéligibles pour marquer des points au classement constructeurs |                             |                       |      |    |                    |                       |                   |
| Citroën                                                                 | Jean-Michel Raoux           | Citroën DS3 WRC       | M    | 83 | Jean-Michel Raoux  | Laurent Magat         | 12                |
| Ford                                                                    | Henning Solberg             | Ford Fiesta WRC       | M    | 14 | Henning Solberg    | Cato Menkerud         | 2                 |
| Ford                                                                    | M-Sport Ford WRT            | Ford Fiesta WRC       | M    | 21 | Jourdan Serderídis | Frédéric Miclotte     | 9                 |
| Ford                                                                    | Hoonigan Racing             | Ford Fiesta WRC       | M    | 43 | Ken Block          | Alex Gelsomino        | 12                |
| Ford                                                                    | Manuel Villa                | Ford Fiesta RS WRC    | D    | 18 | Manuel Villa       | Daniele Michi         | 1                 |
| Ford                                                                    | Yazeed Racing               | Ford Fiesta RS WRC    | M    | 21 | Yazeed Al Rajhi    | Michael Orr           | 2, 6, 10          |
| Ford                                                                    | Yazeed Racing               | Ford Fiesta RS WRC    | M    | 22 | Yazeed Al Rajhi    | Michael Orr           | 7                 |
| Ford                                                                    | MP-Sports                   | Ford Fiesta RS WRC    | D    | 21 | Martin Prokop      | Jan Tománek           | 7                 |
| Ford                                                                    | "Piano"                     | Ford Fiesta RS WRC    | D    | 23 | "Piano"            | Jean-François Pergola | 7                 |
| Ford                                                                    | Armando Pereira             | Ford Fiesta RS WRC    | P    | 82 | Armando Pereira    | Rémi Tutélaire        | 4                 |
| Ford                                                                    | Alain Vauthier              | Ford Fiesta RS WRC    | M    | 83 | Alain Vauthier     | Stevie Nollet         | 4                 |
| Hyundai                                                                 | Hyundai Shell Mobis WRT     | Hyundai i20 Coupe WRC | M    | 16 | Dani Sordo         | Carlos del Barrio     | 6                 |
| Source:,                                                                |                             |                       |      |    |                    |                       |                   |

## Calendrier et règlement
Une manche fait son retour cette année avec le rallye de Turquie en remplacement du rallye de Pologne, ce dernier ayant fait l'objet de manquements à la sécurité,.
Les rallyes de Catalogne et de Grande-Bretagne sont quant à eux inversés.
| N° | Dates             | Rallye                    | Base             | Surface             |
| -- | ----------------- | ------------------------- | ---------------- | ------------------- |
| 1  | 25 - 28 janvier   | Rallye Monte-Carlo        | Gap              | Asphalte et neige   |
| 2  | 15 - 18 février   | Rallye de Suède           | Torsby           | Neige               |
| 3  | 8 - 11 mars       | Rallye du Mexique         | León             | Gravier             |
| 4  | 5 - 8 avril       | Tour de Corse             | Bastia           | Asphalte            |
| 5  | 26 - 29 avril     | Rallye d'Argentine        | Villa Carlos Paz | Gravier             |
| 6  | 17 - 20 mai       | Rallye du Portugal        | Matosinhos       | Gravier             |
| 7  | 7 - 10 juin       | Rallye de Sardaigne       | Alghero          | Gravier             |
| 8  | 26 - 29 juillet   | Rallye de Finlande        | Jyväskylä        | Gravier             |
| 9  | 16 - 19 août      | Rallye d'Allemagne        | Saarbrücken      | Asphalte            |
| 10 | 13 - 16 septembre | Rallye de Turquie         | Marmaris         | Gravier             |
| 11 | 4 - 7 octobre     | Rallye de Grande-Bretagne | Deeside          | Gravier             |
| 12 | 25 - 28 octobre   | Rallye de Catalogne       | Salou            | Asphalte et gravier |
| 13 | 15 - 18 novembre  | Rallye d'Australie        | Coffs Harbour    | Gravier             |

## Déroulement de la saison et faits marquants du championnat

### Rallye Monte-Carlo

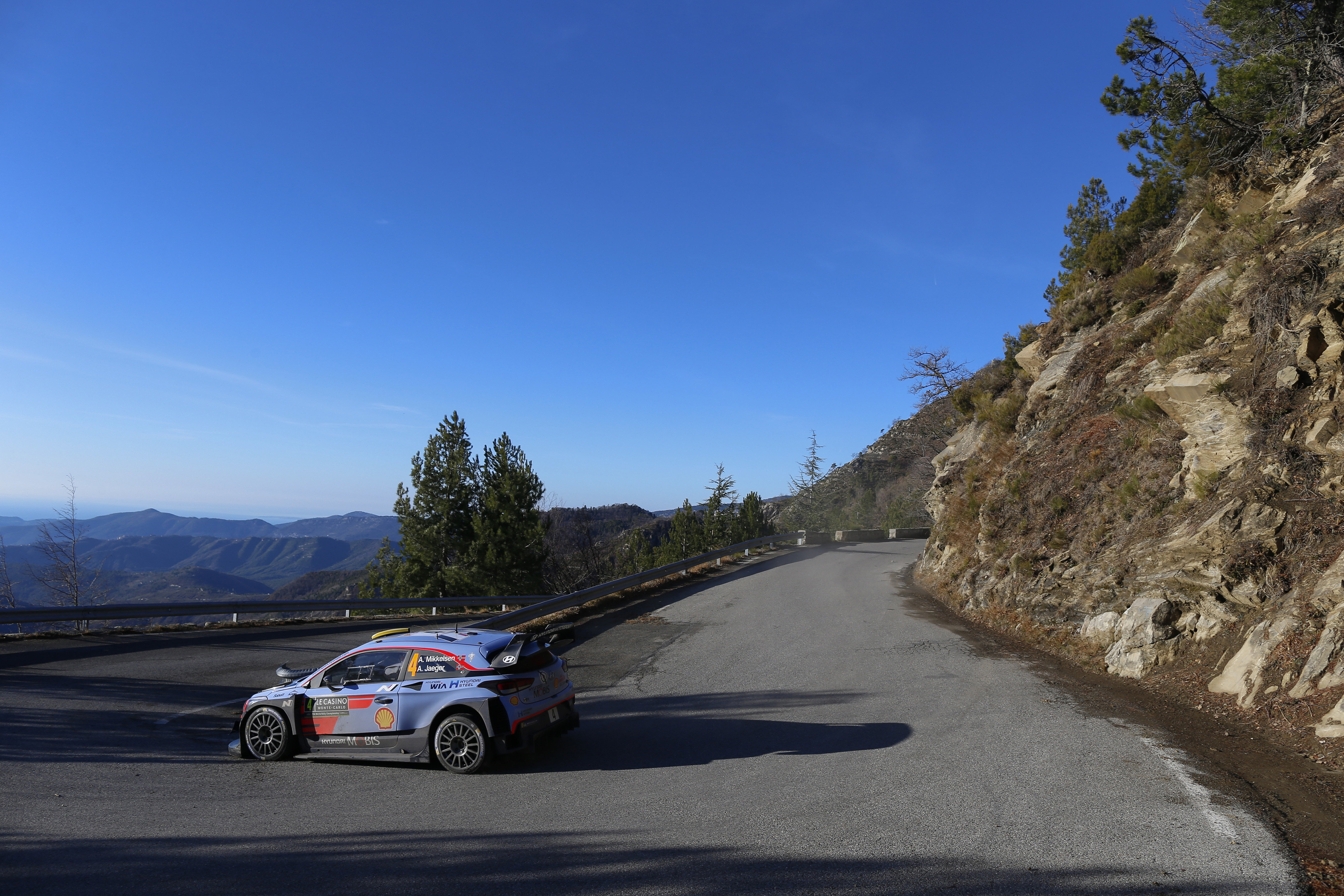
Andreas Mikkelsen, ici durant le rallye, contraint au retrait sur problème mécanique.

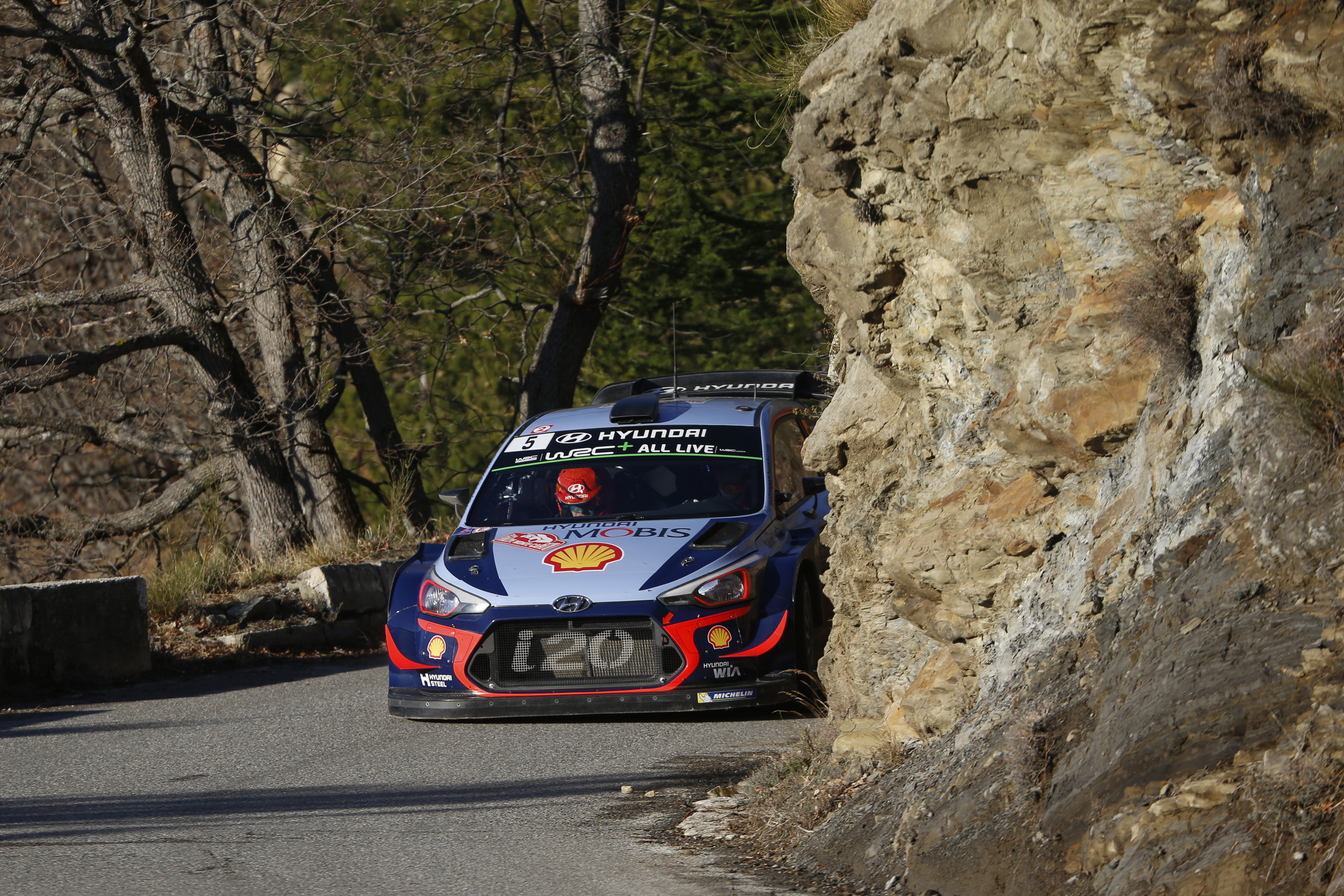
Thierry Neuville, ici durant le rallye qu'il termine 5e.

Le rallye débute le jeudi soir avec déjà 60 km à parcourir. Les conditions sont piégeuses, les sorties de route nombreuses, et c'est Sébastien Ogier qui tire d'entrée son épingle du jeu en remportant les deux spéciales. Surtout, il crée d'importants écarts puisque le deuxième, Andreas Mikkelsen, est déjà distancé à 17,3 s. Pour Thierry Neuville, c'est la soupe à la grimace avec déjà 4 minutes de retard. Le Belge, piégé par le verglas, est resté bloqué un long moment dans un fossé.
La journée de vendredi propose deux boucles identiques de trois spéciales. Ott Tänak signe le meilleur temps d'entrée, puis Ogier, toujours performant, s'adjuge la suivante, avant que son coéquipier Elfyn Evans n'enlève la dernière. À la pause, Sébastien Ogier est large leader, devançant de 40,4 s Ott Tänak et de 47,5 s Dani Sordo. Mikkelsen ne figure plus sur le podium provisoire et pour cause, il a été contraint à l'abandon à cause d’un alternateur défectueux.
L'après-midi pluvieuse sourit à Ott Tänak avec un nouveau scratch à la reprise puis avec un rapproché au classement sur Sébastien Ogier. En effet, ce dernier a perdu une trentaine de seconde dans l'ES7, la faute à un arrêt dans un fossé à la sortie d'une épingle. Le Gapençais reste tout de même en tête à la fin de la journée, mais Tänak est revenu à 14,9 s. Les autres concurrents sont plus loin.

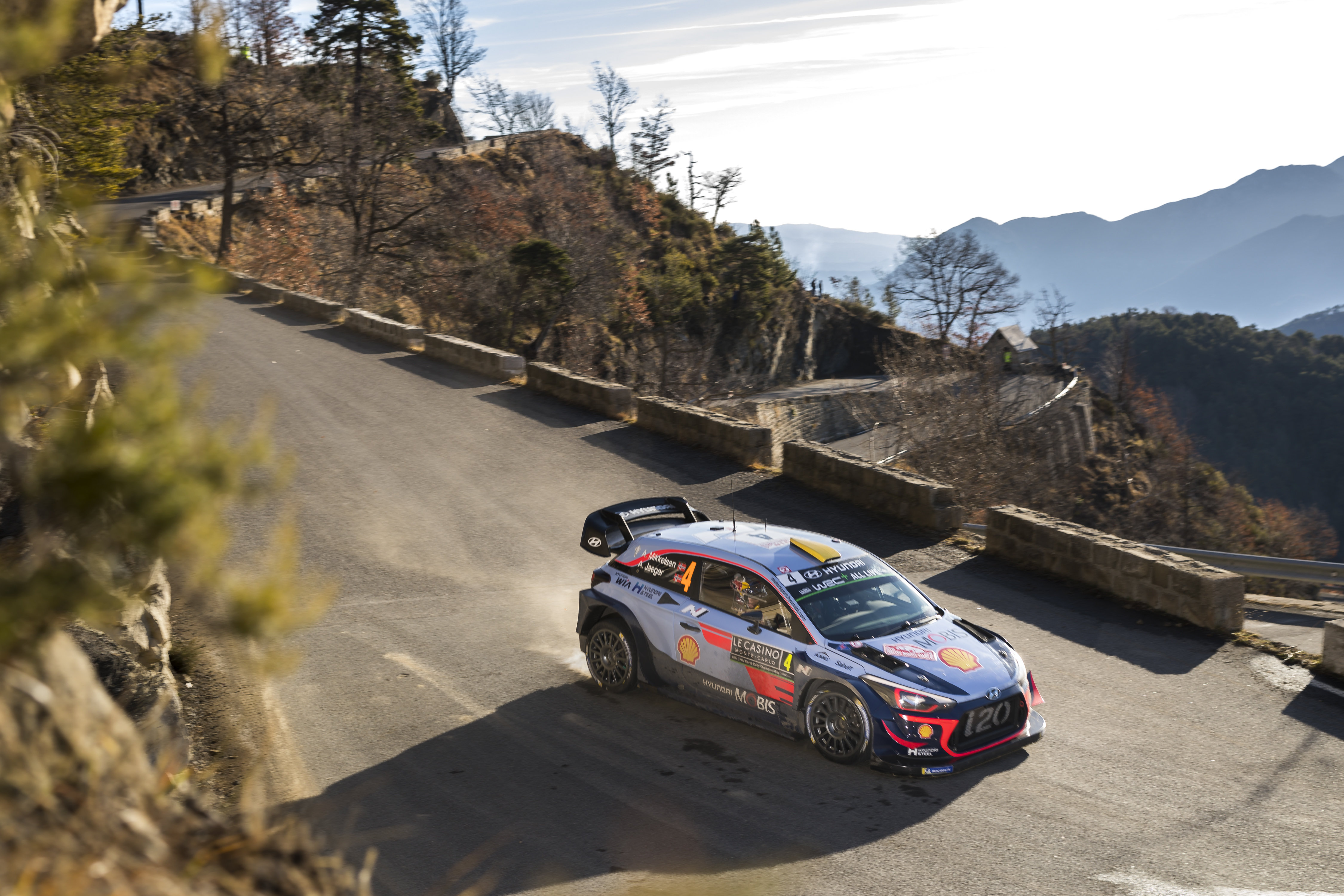
Andreas Mikkelsen dans le col de Braus.

La journée de samedi est moins chargée. Les conditions sont cependant très compliquées, impliquant beaucoup de tête à queue, et piégeant notamment Daniel Sordo qui abandonne après une sortie de route. Sébastien Ogier termine la 1re spéciale deuxième, alors que son rival Ott Tänak l'a fini à plus d'une minute du français. L'Estonien se ressaisit en s'adjugeant les deux spéciales suivantes, puis c'est Neuville qui performe en remportant les deux dernières. Lappi est moins heureux avec une crevaison qui lui fait perdre plus de trois minutes. Sébastien Ogier, qui s'est appliqué à gérer son avance, est toujours en tête samedi soir, et a toujours pour dauphin Tänak, à 33,5 s. Suivent les Toyota de Jari-Matti Latvala et d'Esapekka Lappi, ce dernier étant toujours quatrième mais avec plus de quatre minutes de retard.
Vient alors l'ultime journée du rallye, avec au programme les passages sur le col de Braus et le col de Turini. Sébastien Ogier signe le meilleur chrono d'entrée puis contrôle, tout comme Tänak et Latvala. Leurs poursuivants en revanche ne peuvent se le permettre en raison des faibles écarts qui les séparent. Ainsi, Thierry Neuville brille en remportant deux spéciales. Il est néanmoins toujours 7e avant la super-spéciale. Mais cette dernière, remportée par Kris Meeke, le voit terminer deuxième alors que Lappi sort de la piste, si bien qu'il parvient à terminer le rallye à la cinquième position, 1,0 s devant Evans 6e et 3,7 s devant Lappi 7e. Bryan Bouffier suit malgré une sortie de route. Surtout, Sébastien Ogier, copiloté par Julien Ingrassia, remporte son cinquième Monte-Carlo consécutif après avoir mené l'épreuve de bout en bout. Seul Ott Tänak est sous la minute avec 58,3 s de retard. Jari-Matti Latvala termine troisième à 1 min 52, la quatrième place revenant à Kris Meeke.

### Rallye de Suède

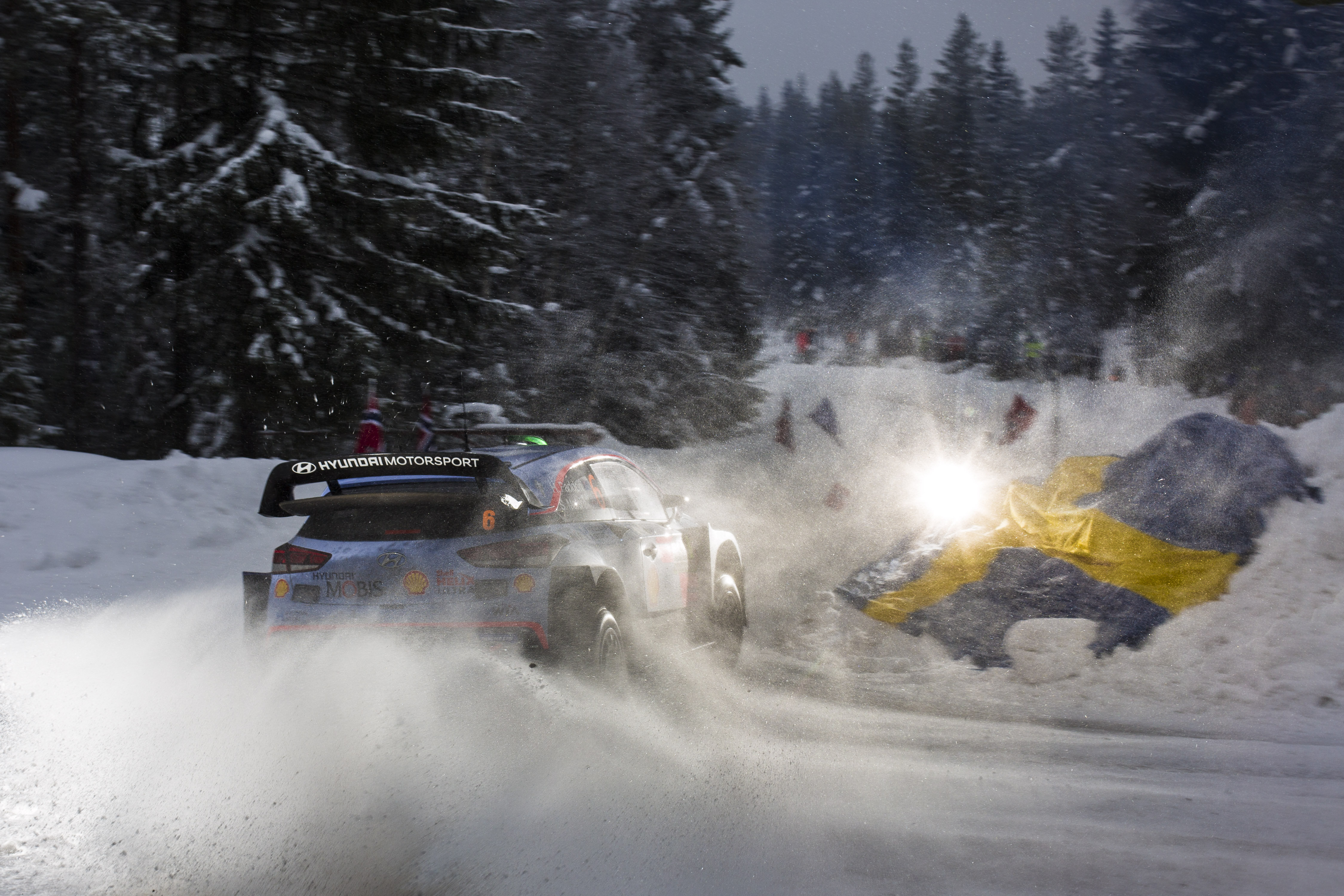
La neige est présente à profusion sur le parcours.

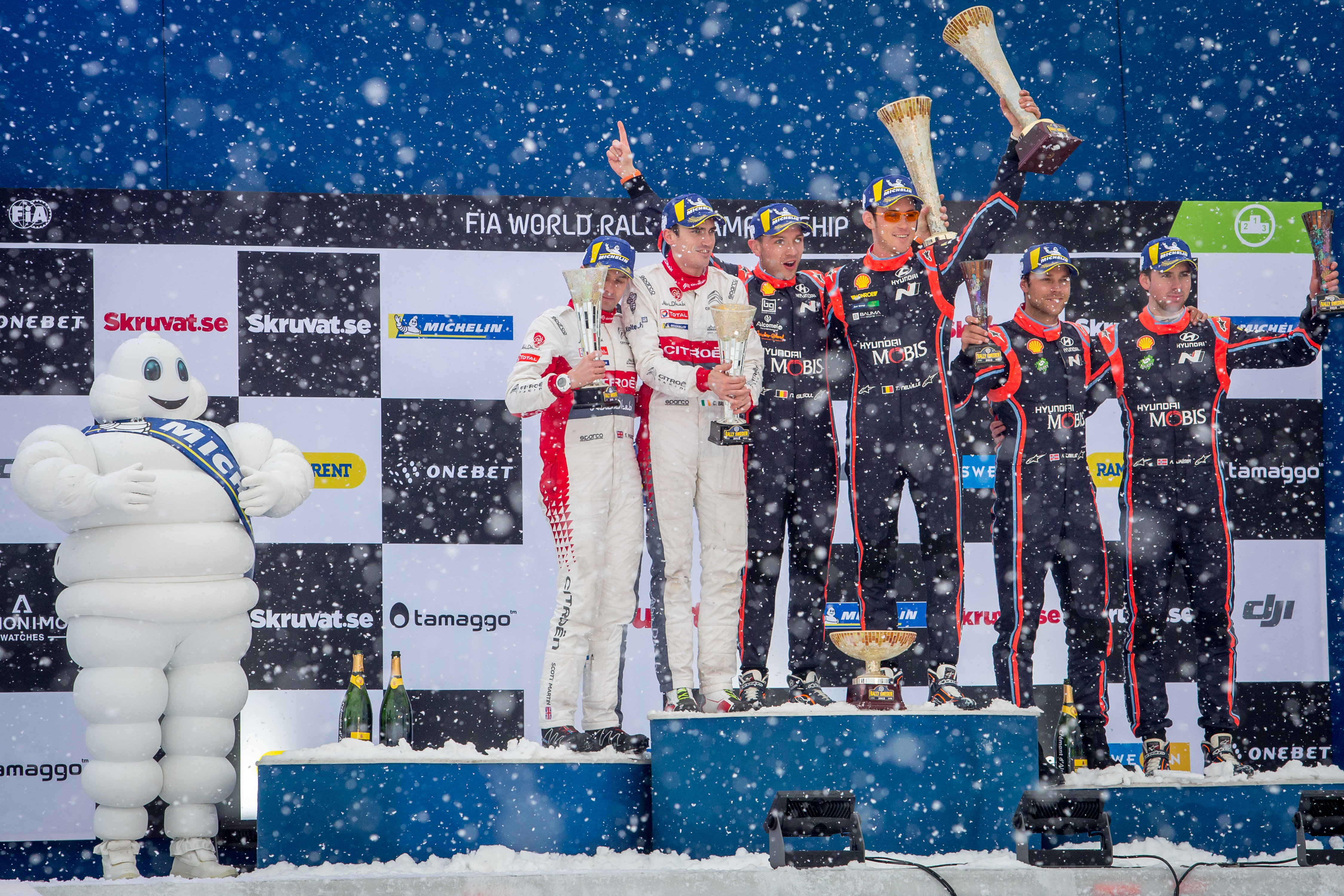
Le podium du rallye.

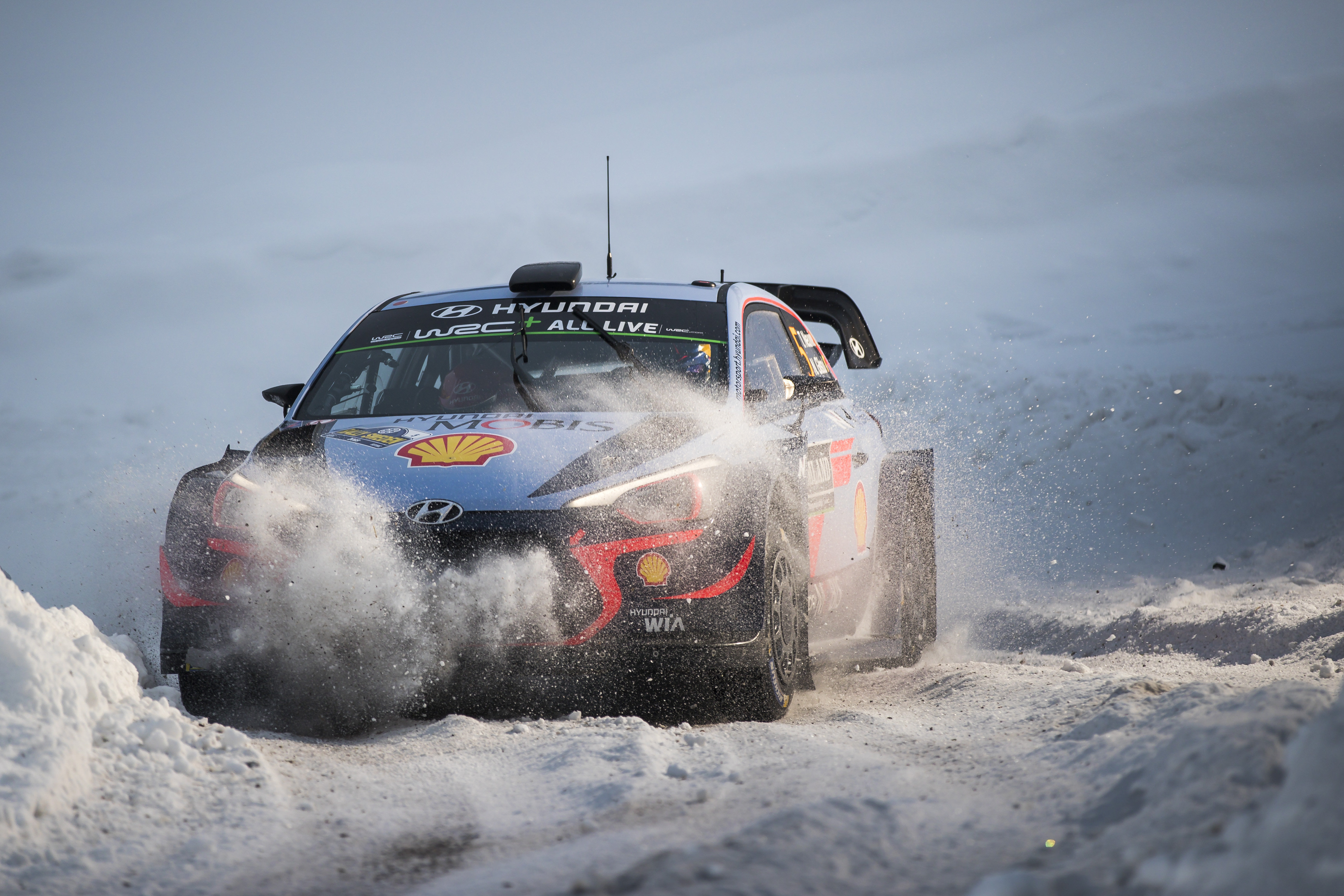
Le vainqueur Thierry Neuville, ici durant le rallye.

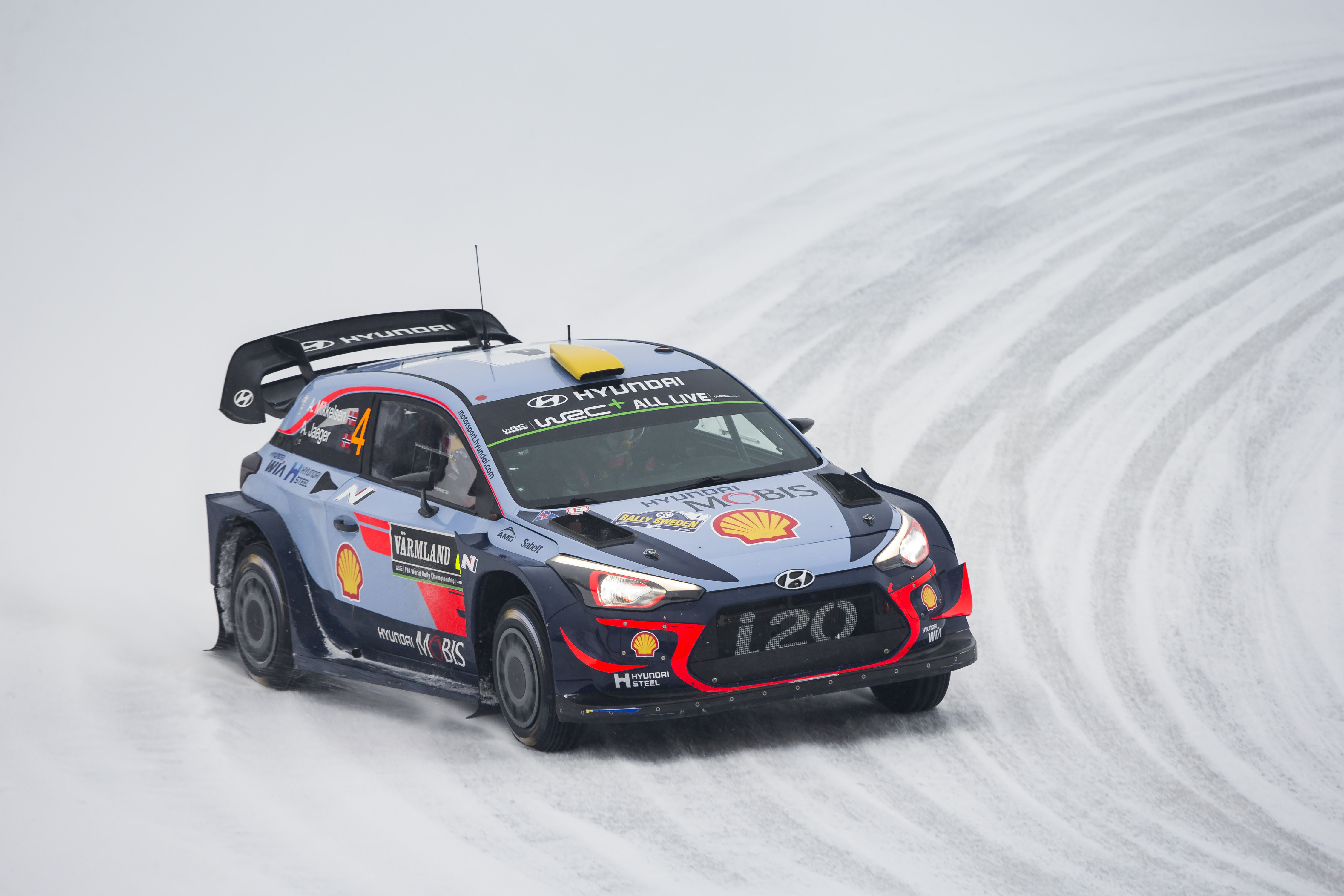
Andreas Mikkelsen, ici durant le rallye qu'il termine 3e.

Contrairement aux dernières éditions, la neige est présente en abondance sur le parcours du rallye. Ce dernier débute le jeudi soir par l'habituelle courte spéciale disputée sur l’hippodrome de Karlstad et remportée par Ott Tänak.
La journée de vendredi propose deux boucles identiques de trois spéciales. Ott Tänak signe le meilleur temps d'entrée mais c'est Thierry Neuville qui fait la meilleure impression en s'adjugeant l'ES3 avec plus de 10 s d'avance sur l'estonien, lui ravissant ainsi la tête de l'épreuve. La dernière spéciale de la matinée est remportée par Andreas Mikkelsen, si bien qu'à la pause, le norvégien est deuxième à 3,7 s de Neuville. Surtout, le meneur au championnat Sébastien Ogier est relégué à 47,7 s, en difficulté à cause de sa position d'ouvreur qui l'oblige à affronter l’épaisse couche de poudreuse qui recouvre les pistes.
L'après-midi débute avec un scratch d'Hayden Paddon, puis sourit à Craig Breen qui s'adjuge l'ES6 et l'ES7. C'est en revanche la soupe à la grimace pour Sébastien Ogier, qui a concédé une minute lors des deux premières spéciales et 50,9 s rien que sur l'ES7 ! Ainsi, à la fin de la journée, Ogier est 12e à près de trois minutes du meneur Neuville. Ce dernier emmène un triplé Hyundai, ses coéquipiers Mikkelsen et Paddon étant 2e et 3e à respectivement 4,9 s et 12,1 s. Ott Tänak et Jari-Matti Latvala, qui suivaient Ogier dans l'ordre des départs, ont eux aussi souffert et pointent tous les deux à plus d'une minute.
La journée de samedi est elle aussi composée de deux boucles identiques de trois spéciales. Ott Tänak, loin au général, signe le meilleur temps des deux premières spéciales. Pendant ce temps, Thierry Neuville connaît des soucis avec sa palette de changement de vitesse. Cependant, il reste leader car ses coéquipiers n'ont pas plus de réussite que lui. Ses soucis réglés, le belge remporte la 11e spéciale, si bien qu'il est toujours premier à la pause, tandis que Mikkelsen a reculé à la troisième place à 17,6 s, la deuxième étant désormais occupée par Craig Breen qui n’est qu'à 5,9 s de Neuville. D'ailleurs, l'irlandais poursuit sur sa lancée en signant d'entrée un scratch et en se rapprochant à 4,6 s.
Vient alors l’ultime journée du rallye, que les Toyota dominent avec la première spéciale glanée par Tänak et les deux dernières remportées par Esapekka Lappi, qui remonte ainsi à la quatrième place au général et empoche les cinq points de la dernière spéciale. Sébastien Ogier la termine deuxième et prend quatre points, grâce à un coup stratégique : il s'est présenté en retard au départ afin de profiter d'une position plus favorable. Surtout, Thierry Neuville, copiloté par Nicolas Gilsoul, remporte son septième rallye WRC avec 19,8 s d'avance sur Craig Breen et 28,3 s sur Andreas Mikkelsen. Il est le troisième pilote non nordique à remporter l'épreuve, après les français Sébastien Loeb et Sébastien Ogier. Le pilote belge en profite aussi pour prendre la tête du championnat aux dépens de ce dernier.

### Rallye du Mexique

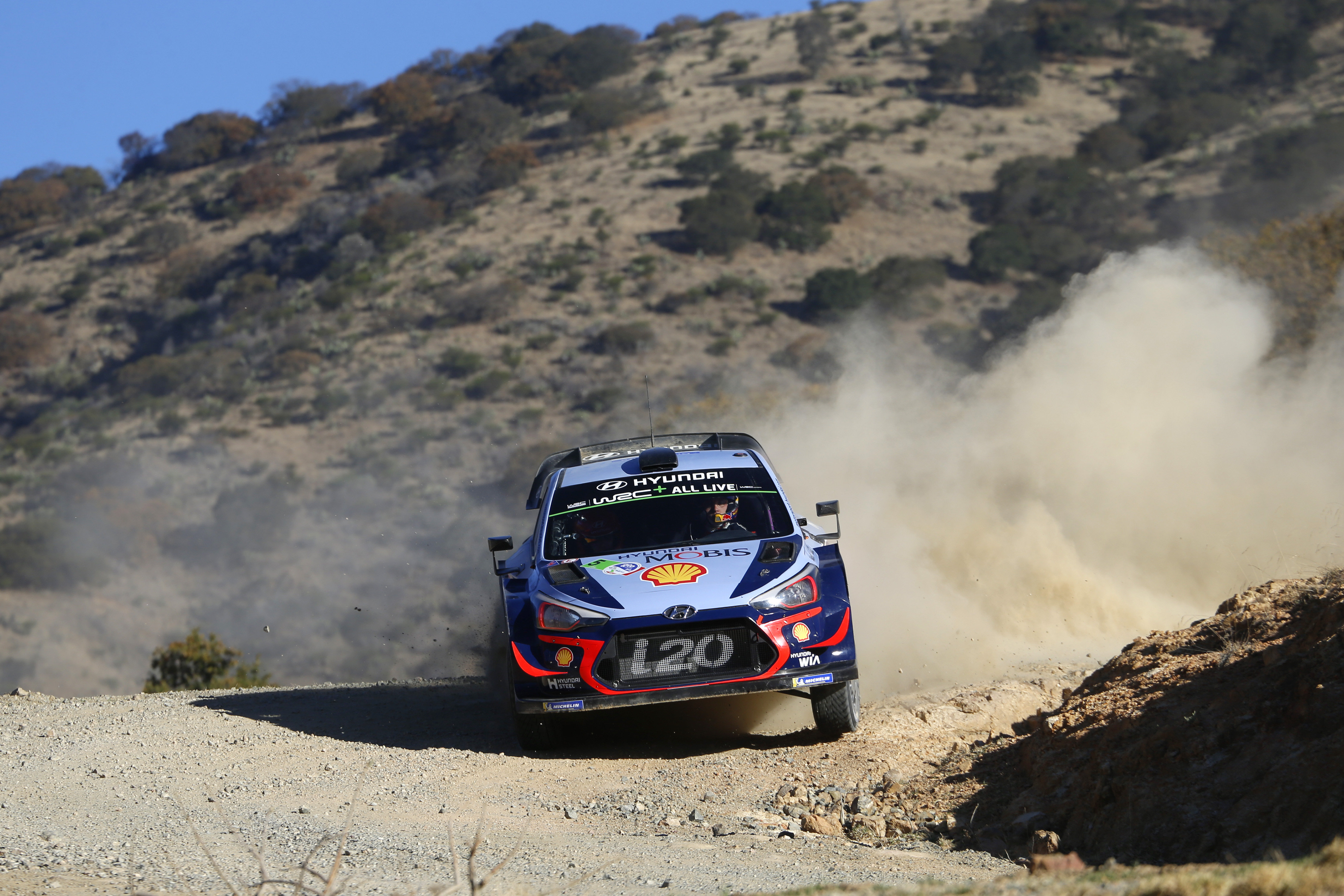
Thierry Neuville durant le rallye.

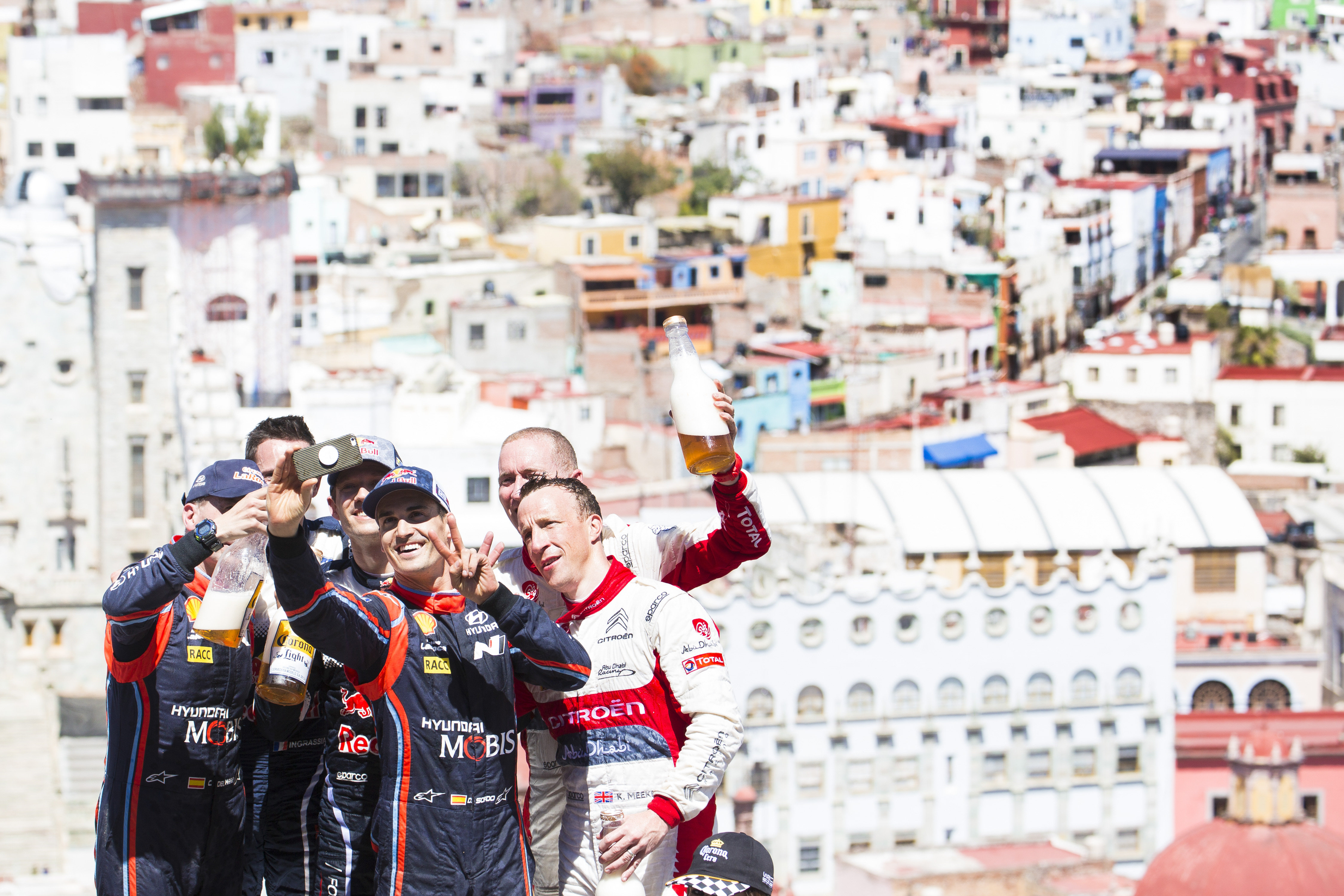
Le podium du rallye.

Le rallye débute le jeudi 8 mars par une spéciale tracée dans le centre-ville de Guanajuato et remportée par Thierry Neuville.
Le lendemain, Kris Meeke, vainqueur l'année passée, prend la tête mais l'homme fort se révèle l'Espagnol Dani Sordo qui remporte deux spéciales et s'installe à la première place. L'après-midi voit le nonuple champion du monde Sébastien Loeb réaliser trois meilleurs chronos, ce qui le rapproche de Dani Sordo toujours en tête.
La journée de samedi est cependant plus contrastée pour ces deux pilotes. En effet, la boucle matinale voit Sébastien Loeb signer un nouveau meilleur temps et surtout s'emparer de la première place au classement, talonné par Dani Sordo. Cependant, lors du second passage dans la spéciale de Guanajuatito, tous deux crèvent, bouleversant le classement avec un recul de quatre places pour Loeb, ce qui profite à Sébastien Ogier qui passe en tête avec plus de 30 secondes sur le deuxième, à savoir Kris Meeke.
La dernière journée voit l'Estonien Ott Tänak remporter les deux dernières spéciales, dont la super-spéciale lui octroyant cinq points dans l'optique du championnat. Cette dernière spéciale est également marquée par la pénalité infligée par les commissaires à Sébastien Ogier, ce qui le dépouille des quatre points qu'il avait engrangés.

### Tour de Corse

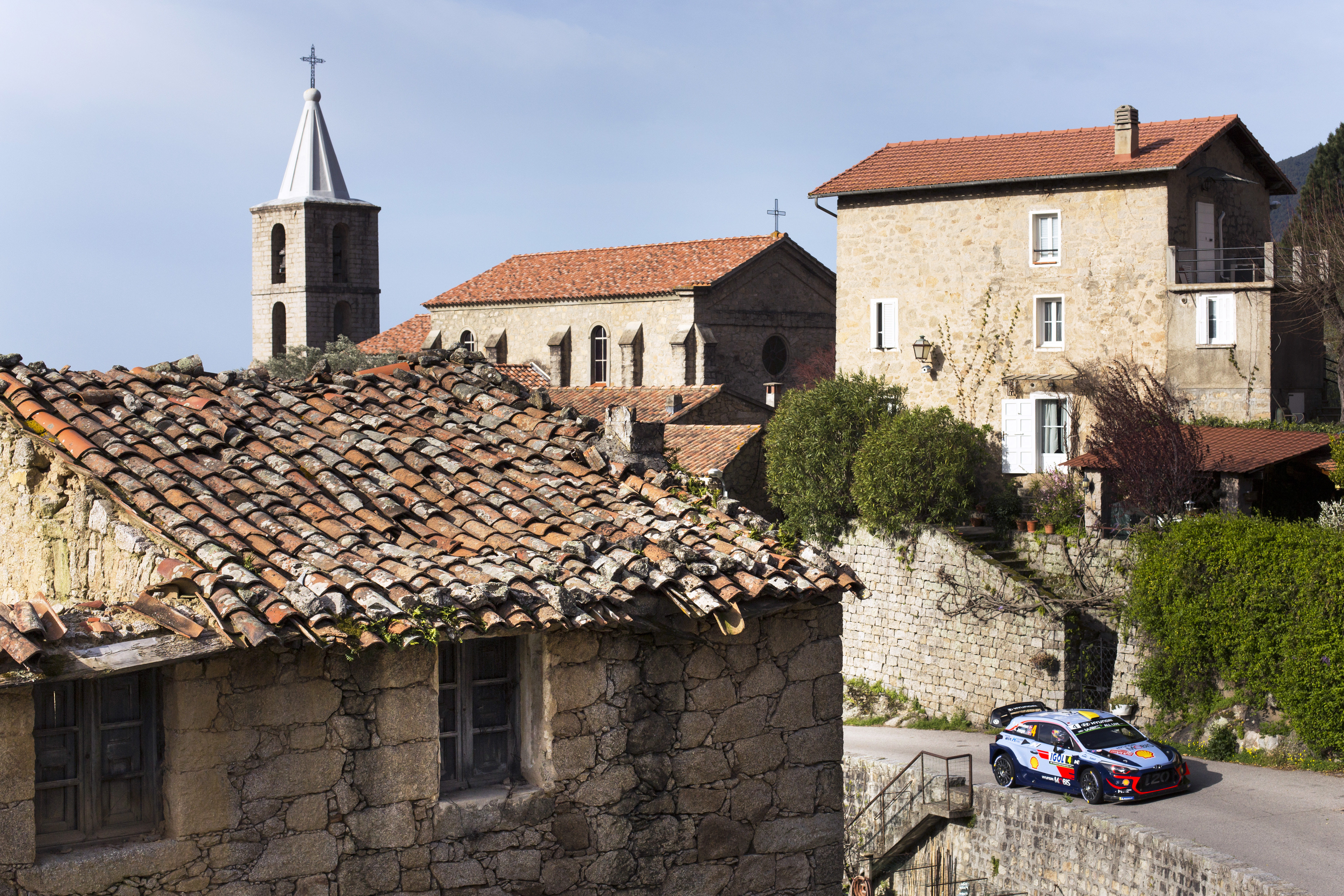
Andreas Mikkelsen, à Vero, départ de la plus longue spéciale du rallye.

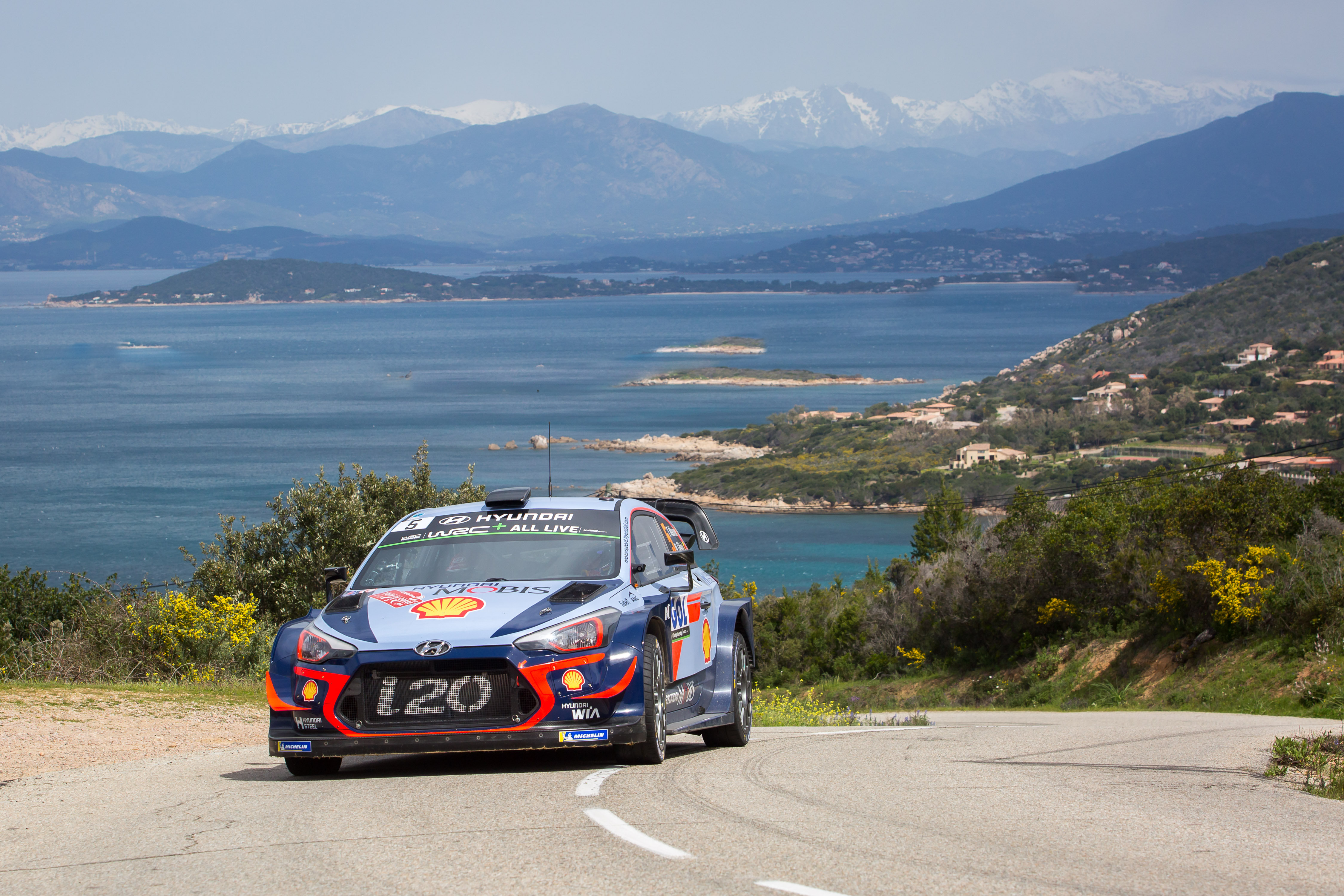
Thierry Neuville, ici durant le rallye, parvient à accrocher le podium.

Kris Meeke s'adjuge le Shakedown disputé durant la journée du jeudi.
Sébastien Ogier démarre fort en signant les deux premiers meilleurs chronos et reléguant la concurrence à plus de vingt secondes. La boucle matinale est aussi marquée par la sortie de route du nonuple champion du monde Sébastien Loeb, resté bloqué dans un profond fossé. L'après-midi voit les meneurs conforter leur avance.
Le samedi matin, ce Tour de Corse voit Sébastien Loeb, distancé au général, signer deux meilleurs chronos, avant de connaître une après-midi plus mouvementée avec tout d'abord Jari-Matti Latvala qui heurte un arbre dans l'ES8, l'obligeant à abandonner, puis avec Kris Meeke qui sort à haute vitesse durant le deuxième passage de la spéciale de Novella. Cette spéciale lui est fatale pour la troisième année consécutive puisqu'il était déjà sorti de route en 2016 et avait connu une casse mécanique l'année dernière[C'est-à-dire ?] en 2017 alors qu'il était en tête du rallye.
Les deux dernières spéciales du dimanche sont remportées par les Toyota avec Esapekka Lappi, qui avait crevé dans la première spéciale de la matinée, qui remporte la super spéciale,. Sébastien Ogier empoche trois points dans cette dernière et surtout obtient son troisième succès en quatre rallyes, alors qu'il n'en avait remporté que deux sur les treize manches de la saison passée. Son avance au championnat sur son dauphin Thierry Neuville passe alors à 17 points et grimpe à 39 points avec le troisième Ott Tänak.

### Rallye d'Argentine
Après une courte spéciale disputée le jeudi soir à Villa Carlos Paz, la première spéciale le lendemain se dispute dans des conditions très poussiéreuses, si bien que c'est Sébastien Ogier, qui s'est élancé premier, qui l’emporte, tandis qu'Ott Tänak est à plus de vingt secondes à cause d'un tête-à-queue. Cependant, ce dernier va corriger le tir en remportant les deux spéciales suivantes, ce qui lui permet, corrélé aux difficultés d'Ogier dues au balayage, de pointer en tête à la mi-journée, 0,8 s devant Andreas Mikkelsen, 3,1 s devant Kris Meeke et 4,5 s devant Ogier. Le grand perdant de la matinée est Jari-Matti Latvala qui a heurté un rocher lors d'une sortie de piste, ce qui l'a contraint à l'abandon.
L'après-midi voit l’Estonien toujours aussi dominateur puisqu'il s'adjuge les trois spéciales au programme, avec notamment une ES6 quoique longue de 16,65 km remportée avec plus de 8 s d'avance sur le deuxième Meeke. Cette spéciale est moins heureuse pour Mikkelsen qui y perd une quarantaine de secondes à cause d'une crevaison. Ainsi, à la fin de la journée, Tänak est largement leader, 22,7 s devant Meeke et 28,6 s devant Neuville.
La boucle matinale du samedi voit une nouvelle fois Ott Tänak surclasser la concurrence en remportant les trois spéciales. Les ES10 et ES11 sont d'ailleurs disputées dans le brouillard, cette dernière est dans ces conditions décisive car longue de plus de 40 km. Tänak domine les débats, Sébastien Ogier, trop prudent, y lâche plus de 50 s sur l'Estonien. Les écarts sont donc importants à la mi-journée, avec Tänak premier et seuls Neuville et Meeke sous la minute (43,1 s et 51,3 s respectivement). Ogier est toujours 5e, mais accuse désormais un retard de 1 min 49 s 6.
L'après-midi, où les mêmes spéciales sont empruntées, est encore sous domination estonienne, Tänak signant le meilleur temps lors des deux premières spéciales. Le deuxième passage sur la spéciale longue de plus de 40 km est tout comme le premier décisif car Kris Meeke y crève et concède plus de deux minutes, chutant à la huitième place au général. Daniel Sordo, auteur du scratch, est maintenant troisième. Ainsi, samedi soir, Tänak est solide leader, précédant de 46,5 s Neuville et de 1 min 08 s 2 Sordo. Ogier est lui 4e à presque deux minutes du leader.
L'ultime journée du rallye ne propose que trois spéciales dont deux passages dans la spéciale d'El Cóndor, le deuxième constituant la Power Stage. Cette spéciale, toute en montée, attire énormément de spectateurs (100 000 spectateurs) et est l'une des plus célèbres de la saison. Andreas Mikkelsen y signe le premier meilleur temps. La spéciale suivante est remportée par Neuville, Tänak s'appliquant désormais à gérer son avance. Vient enfin l'ultime spéciale où le Belge l'emporte à nouveau, empochant 5 points supplémentaires, le rival au championnat Ogier termine lui deuxième et prend 4 points. Surtout, Ott Tänak et Martin Järveoja remportent leur premier rallye de la saison et leur troisième en WRC, en s'adjugeant 10 des 18 spéciales de l'épreuve et en reléguant la concurrence, excepté le deuxième Neuville, à plus d'une minute. C'est aussi leur première victoire avec Toyota.

### Rallye du Portugal

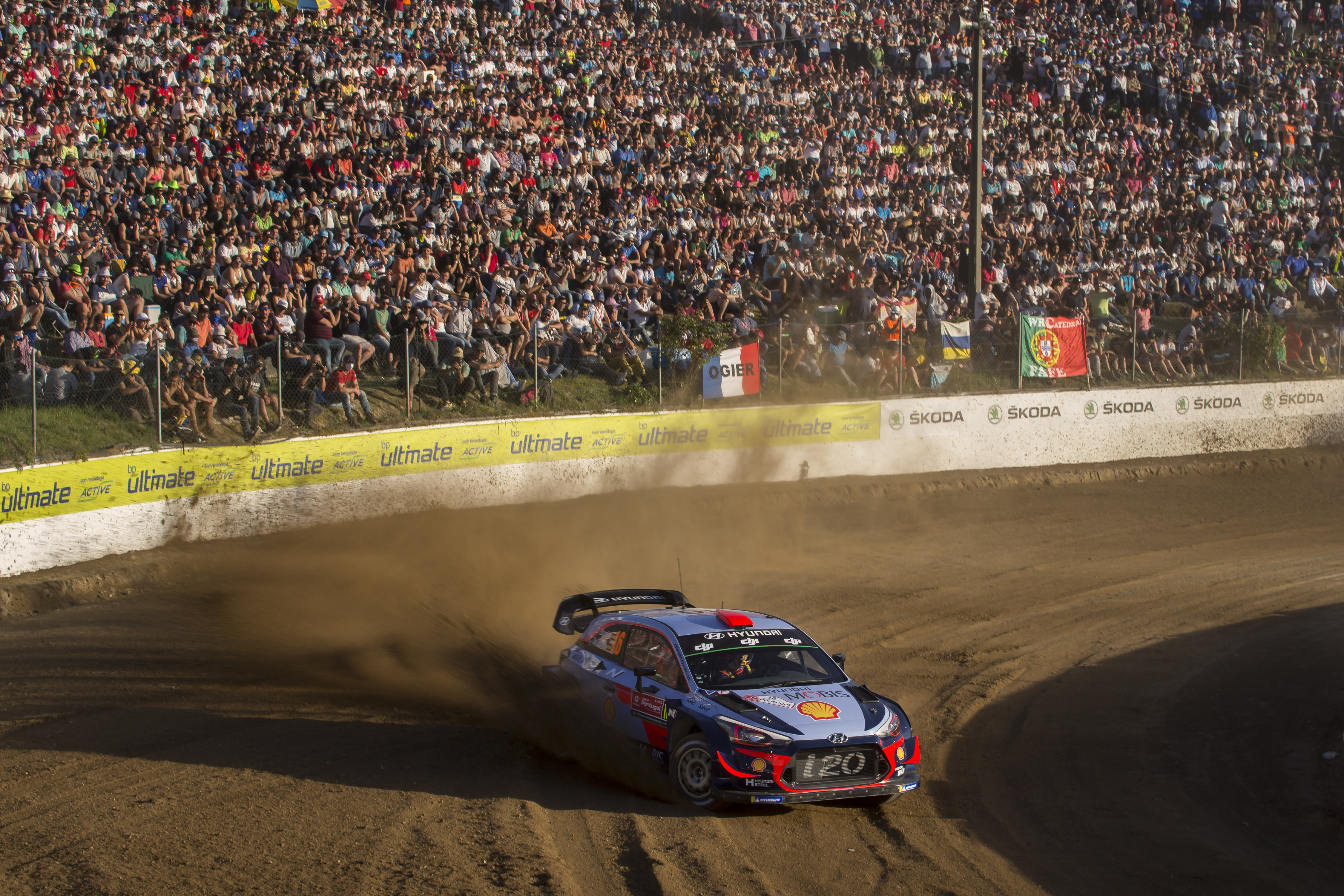
Dani Sordo durant la première spéciale sur une piste de rallycross.

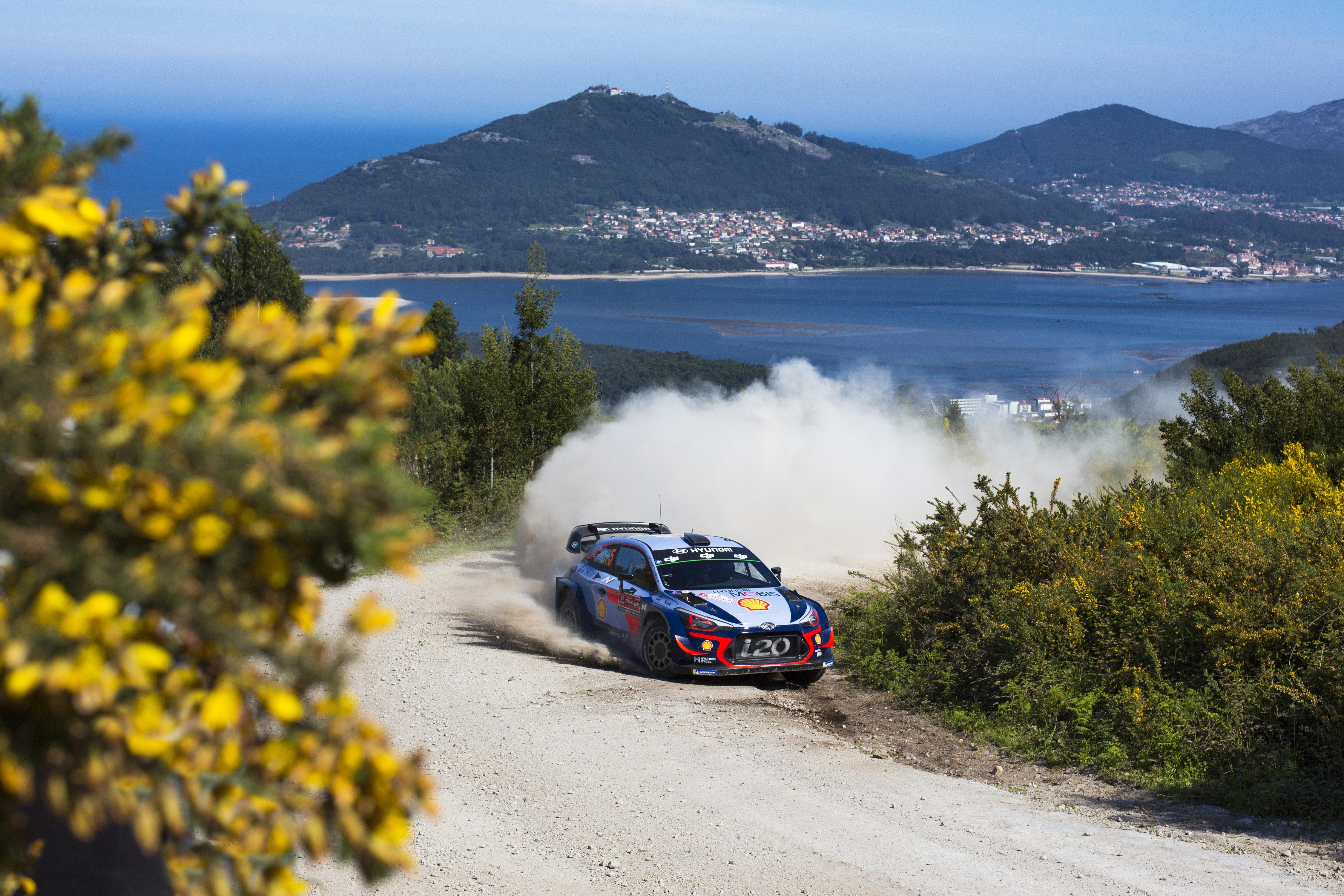
Thierry Neuville durant le rallye.

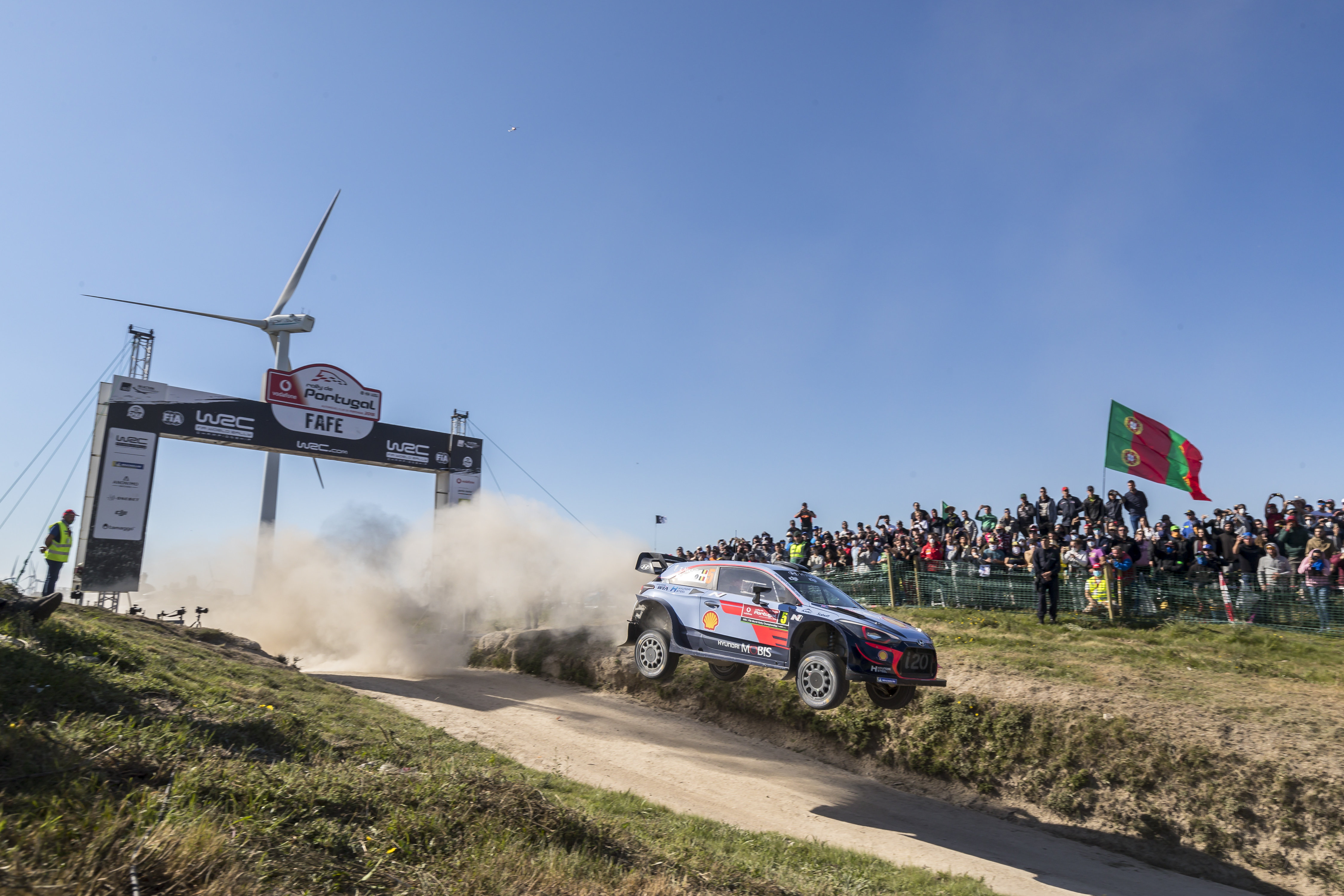
Thierry Neuville sur la bosse de Fafe.

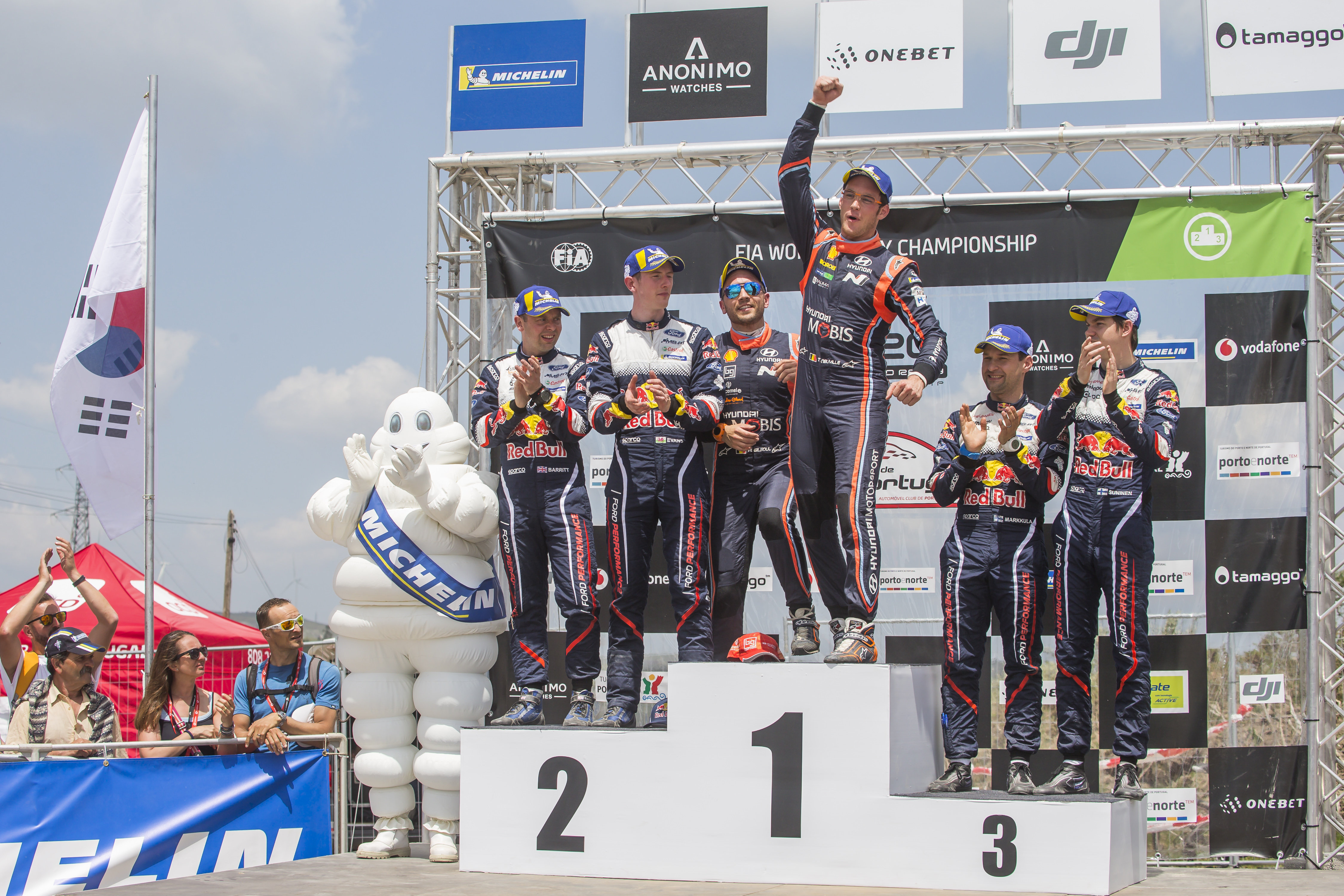
Le podium du rallye.

Ce 52e rallye du Portugal est doté du meilleur plateau de la saison avec 14 WRC au départ.
Après une première spéciale sur une piste de rallycross à Lousada, la journée de vendredi se déroule sur les chemins du Minho, la province la plus septentrionale du Portugal. Elle est riche en événements, avec tout d'abord les Toyota qui tombent les premières. Celle de l'Estonien tout d'abord après avoir décollé sur une pierre située sur la piste, puis celle de Jari-Matti Latvala qui casse sa suspension en passant lui aussi sur une pierre. La victime suivante n'est autre que le meneur du championnat jusqu'alors Sébastien Ogier. Dans la première spéciale de l'après-midi, disputée sur un terrain très creusé, un impact a fait casser le bras inférieur de suspension, impliquant une sortie de piste dans les arbres au virage suivant. Du côté des Citroën, Meeke et Breen connaissent chacun une crevaison, tandis que pour les Hyundai, Mikkelsen subit des soucis de direction tandis que Paddon, pour sa deuxième manche de la saison après la Suède, part en tonneaux et est transporté à l'hôpital pour des contrôles de routine.
À l'issue de cette journée mouvementée, le classement est dominé par Thierry Neuville, seul pilote Hyundai qui traverse cette journée sans embûches, suivi par Elfyn Evans pointé à 17,7 s.
Le lendemain, la boucle matinale voit Thierry Neuville s'appliquer à augmenter son avance mais elle est surtout marquée par la violente sortie de piste de Kris Meeke. Sa C3 est partie en travers de l'arrière dans une courbe rapide et a terminé sa course dans des arbres. Pierre Budar, directeur du Citroën Racing, déclare que « c'est le plus gros accident que j'aie jamais vu et les personnes qui sont chez Citroën depuis longtemps ont dit qu'il avait été énorme ». L'après midi, Teemu Suninen parvient à réduire l'écart sur Daniel Sordo alors troisième.
Le dimanche, Suninen parvient à dépasser Sordo et ainsi monter sur le podium. La super spéciale, du fait de l’amélioration de la piste au fur et à mesure des passages, délivre les points supplémentaires aux cinq derniers équipages à s'élancer. Remportée par Esapekka Lappi devant Thierry Neuville, ce dernier ravit la tête du championnat à Ogier. 19 unités séparent désormais les deux pilotes, tandis que le troisième, Ott Tänak, pénalisé par son abandon, accuse 47 points de retard sur Neuville.
Le jeudi suivant, le Citroën Racing annonce remercier le duo Kris Meeke et Paul Nagle pour la suite de la saison, l’équipe mentionnant les « trop fréquentes sorties de route ».

### Rallye d'Italie-Sardaigne

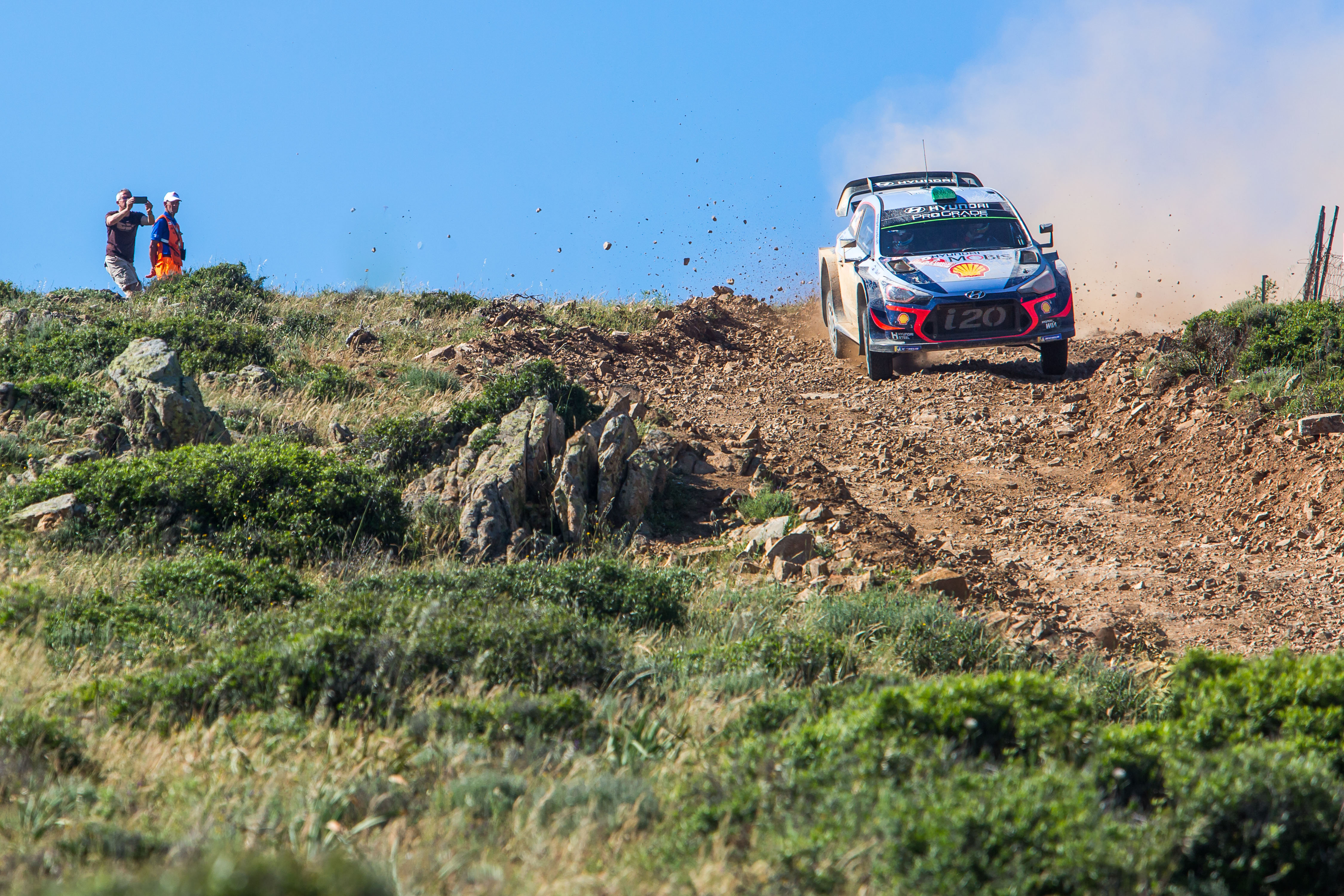
Hayden Paddon, ici durant le rallye qu'il termine quatrième.

Le rallye débute le jeudi soir par une super spéciale longue de 2 km et remportée par le deuxième au championnat Sébastien Ogier.
La journée du vendredi, disputée sous des conditions humides, commence très bien pour Andreas Mikkelsen qui remporte la première spéciale avec près de 10 s d'avance sur le deuxième. Le norvégien s'adjuge la spéciale suivante, et termine dans le top 3 lors de l'ES3 et de l'ES4, remportées respectivement par Ott Tänak et Thierry Neuville. De ce fait, à la pause, il mène, 14,0 s devant Neuville et 16,4 s devant Tänak.
L'après-midi n'offre pas la même physionomie. En effet, la première spéciale, courue sous un fort orage, voit Ogier signer le meilleur chrono avec plus de 12 s d'avance sur Lappi deuxième. De plus, Mikkelsen, auteur d'un tout-droit, connaît ensuite des problèmes de boîte de vitesse, si bien que le français reprend le commandement. Le norvégien abandonne finalement durant la spéciale suivante.. L'ES8, remportée par Neuville, est peu agitée, contrairement à la dernière. Latvala y signe le scratch, alors que son coéquipier Tänak est contraint à l’abandon, son radiateur s'étant endommagé à la réception d'un saut. C'est un coup dur pour l'estonien, 3e jusque-là de l'épreuve tout comme au championnat. Mais ce n’est pas le seul abandon puisque Suninen y est lui aussi contraint après être sorti de la route. Enfin, Neuville a perdu un peu moins de 10 s après être passé dans un fossé. Il reste cependant 2e vendredi soir, mais accuse 18,9 s de retard sur Ogier. La troisième place est désormais occupée par Latvala à 37,2 s. Les péripéties de la journée font que seuls 5 pilotes sont sous la minute.

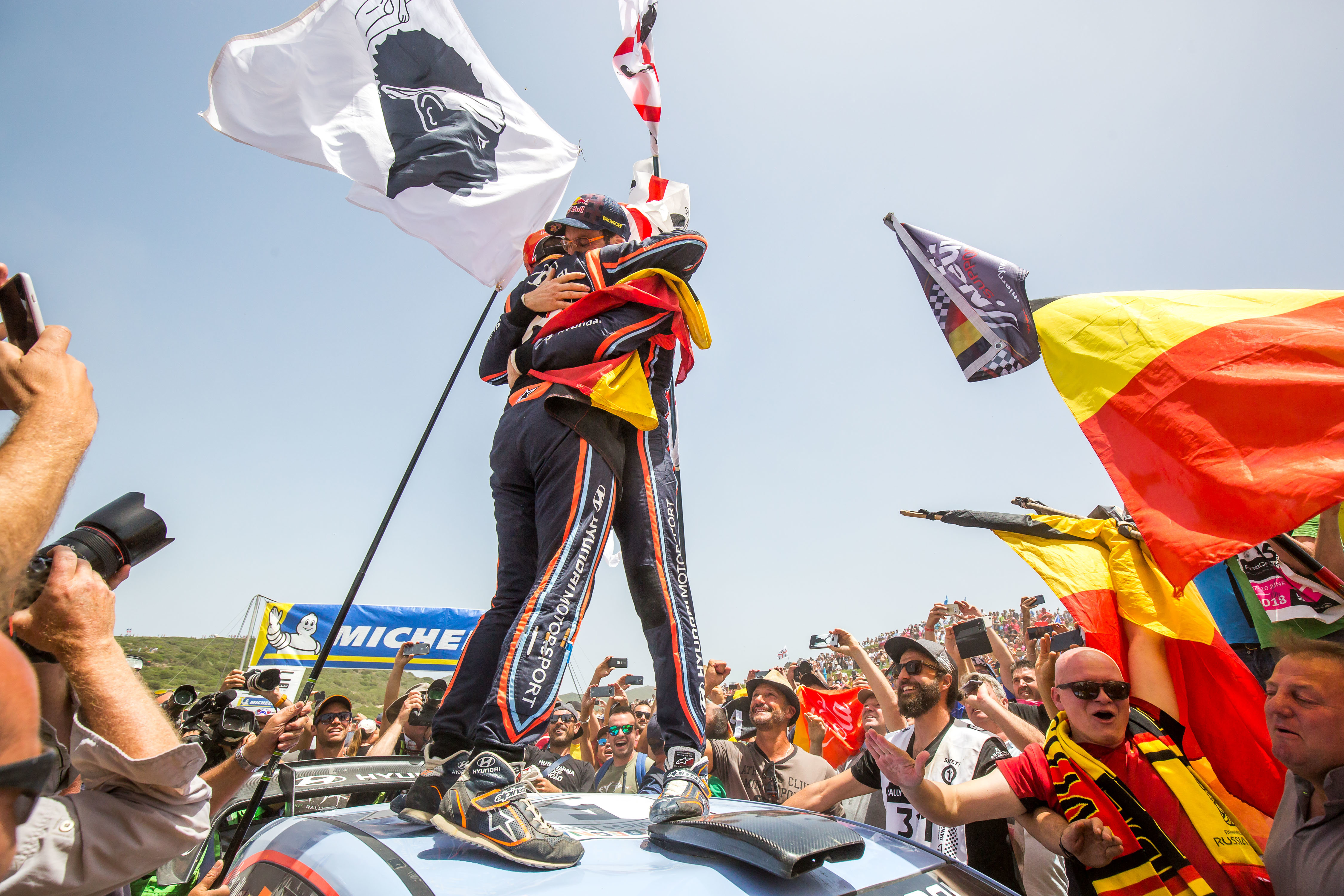
Thierry Neuville et Nicolas Gilsoul s'étreignent dans leurs bras à la suite de leur victoire.

Samedi matin, Tänak, reparti en Rally 2, remporte la première spéciale, imité dans la suivante par Ogier. Mais dans la mythique Monte Lerno longue de 28,89 km, Neuville frappe fort en l'emportant avec 14,6 s d'avance sur Ogier. Ainsi, à la mi-journée, ce dernier est toujours en tête mais le belge n'est plus qu'à 4,9 s. C'est un duel qui va se jouer, la concurrence étant reléguée à plus de 40 s. D'ailleurs, le français démarre fort la boucle de l’après-midi en remportant la première spéciale, mais c'est le pilote belge qui est l'homme fort de la journée en enlevant les deux dernières longues spéciales. Ogier le suit à chaque fois, ce qu'il lui permet de rester en tête à la fin de la journée avec 3,9 s d'avance. Pendant ce temps, Latvala abandonne à cause de soucis d'alternateur, faisant que Lappi monte sur le podium.
L'ultime journée du rallye ne propose que 42 km mais promet avec le duel entre Ogier et Neuville. Toujours à l’attaque, Neuville s'adjuge les trois premières spéciales. Ogier n'est pas en reste en terminant à chaque fois deuxième, mais ne peut que constater que son avance a fondu et s'établit avant la dernière spéciale à 0,8 s ! Le suspense est donc à son comble avant cette dernière, et malgré une chaleur, Neuville y est plus rapide de 1,4 s qu'Ogier. Il remporte ainsi de 0,7 s son 9e rallye WRC, un des rallyes les plus serrés de l’histoire du championnat, après avoir signé les six derniers scratchs. Le pilote belge empoche le maximum de points possibles avec 30 unités, si bien qu'Ogier a dorénavant 27 points de retard sur lui. Le podium est complété par Lappi à 1 min 56. Les écarts sont conséquents avec Paddon 4e à 2 min 55, Østberg 5e à 3 min 10, Breen 6e à 4 min 31 et Latvala 7e à plus de 11 minutes.

### Rallye de Finlande

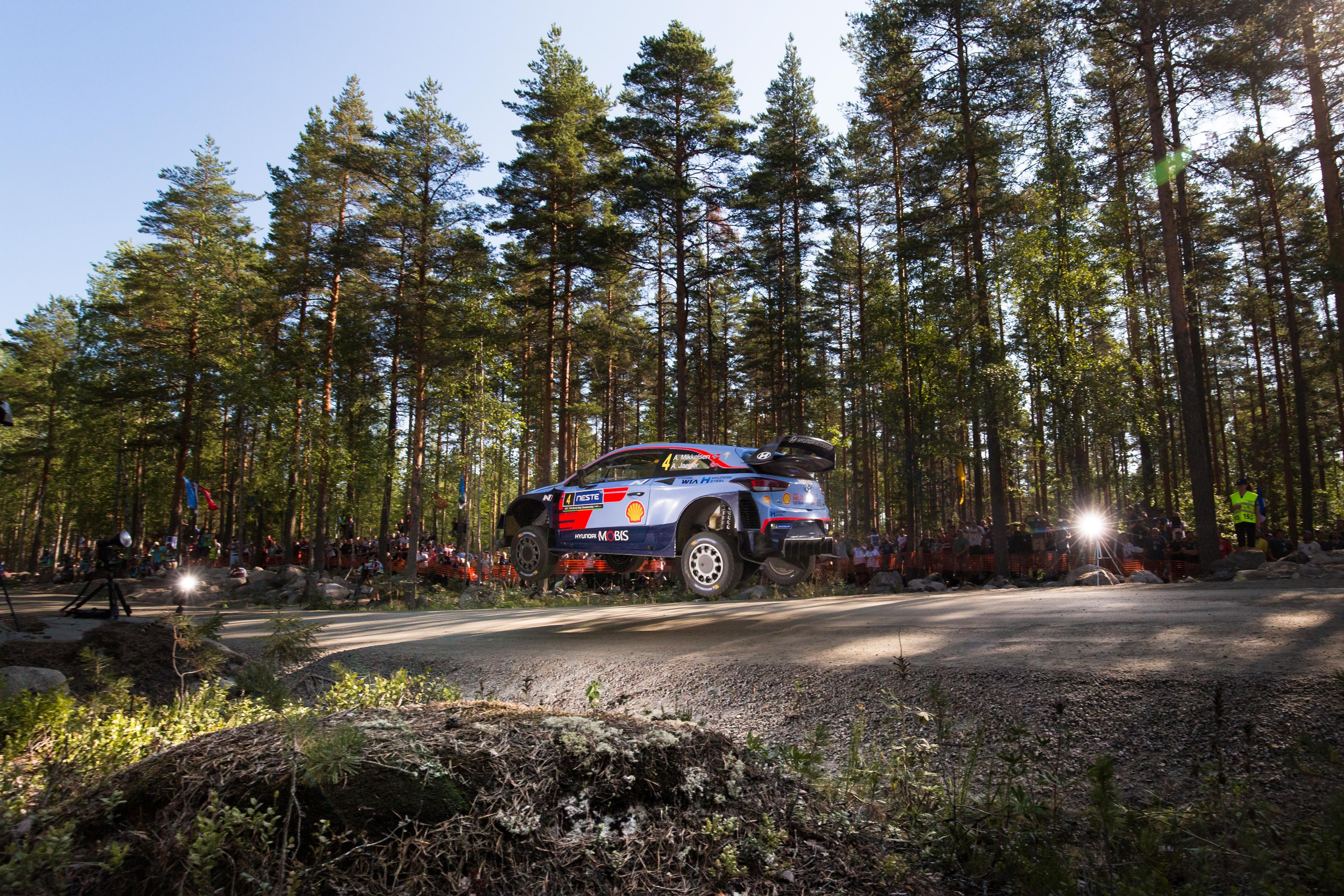
Andreas Mikkelsen durant le rallye.

Après une courte spéciale disputée le jeudi à Harju, les spéciales matinales du vendredi voient Ott Tänak et Mads Østberg s'échanger la tête du rallye, pendant que les meneurs du championnat sont plus à la peine. En effet, Thierry Neuville pointe à la mi-journée à plus d'une minute de la tête de la course, écart dû à sa prudence et à son tête-à-queue dans la cinquième spéciale qui lui a fait heurter un arbre. Ogier le devance ainsi de près de 40 secondes, tandis que les pilotes nordiques ont dominé le début du rallye puisqu'ils ont remporté toutes les spéciales au programme.
L'après-midi voit les pilotes nordiques tels que Tänak, Østberg , Suninen ou Latvala continuer d’en découdre à l'avant. Suninen et Latvala étant à plus de vingt secondes, c'est un duel entre Østberg et Tänak qui s'installe. Ce dernier reprend la tête à l'issue de l'ES9 qu'il a remporté, puis augmente son avance durant la spéciale suivante qu'il remporte à nouveau. Ainsi, le vendredi soir, la première place du rallye est occupée par Ott Tänak, Mads Østberg suivant à 5,8 s, Jari-Matti Latvala est lui 3e à 21,3 s, Ogier 6e à 59 s et Neuville est 10e à 1,58 min.

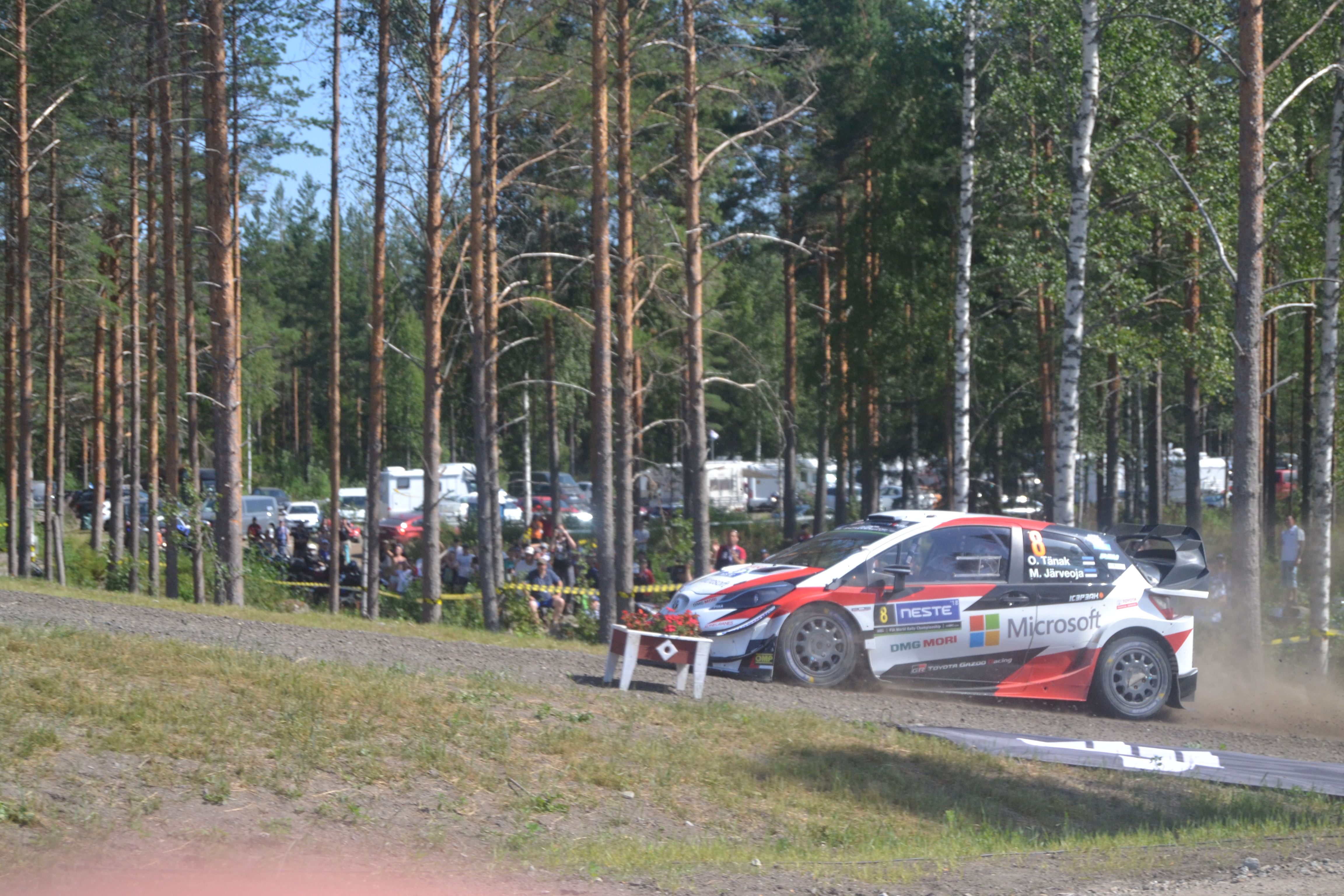
Le vainqueur Ott Tänak durant le rallye.

Samedi, dès la première spéciale, Tänak adopte un rythme élevé et l'emporte en devançant Østberg et Latvala de 8,5 s. Cette performance ne sera pas sans pareil puisque Tänak s'adjuge les trois autres spéciales de la matinée, reléguant à la mi-journée Mads Østberg à 23,7 s.
Le samedi après-midi ne présente pas la même physionomie de course, Tänak commençant à gérer son avance. De son côté, Latvala se rapproche à un peu plus de 17 secondes d’Østberg après l'ES16, puis à seulement 11,8 s au sortir de la suivante. Ainsi, à la fin de la journée, Østberg est toujours deuxième derrière Ott Tänak mais ne dispose plus que de 5,4 s sur Latvala. Ogier est 7e et Neuville toujours 10e.
La dernière partie du rallye, composée de quatre spéciales dominicales, voit Esapekka Lappi, qui a remporté les trois dernières spéciales du samedi, sortir de la piste. Il connaît ainsi son premier abandon de la saison. La dernière spéciale est remportée par Ott Tänak, qui achève de ce fait son rallye victorieux en beauté, totalisant dix scratchs et engrangeant le maximum de points possibles avec 30 unités. Mads Østberg parvient à conserver sa deuxième place, permettant à Citroën de glaner son deuxième podium de la saison, podium complété par Jari-Matti Latvala. Sébastien Ogier, qui était devancé par son coéquipier Suninen jusqu’à la dernière spéciale, termine 5e après que le finlandais écope d’une pénalité de 20 s prise volontairement, tandis que Thierry Neuville termine lui 9e.

### Rallye d'Allemagne

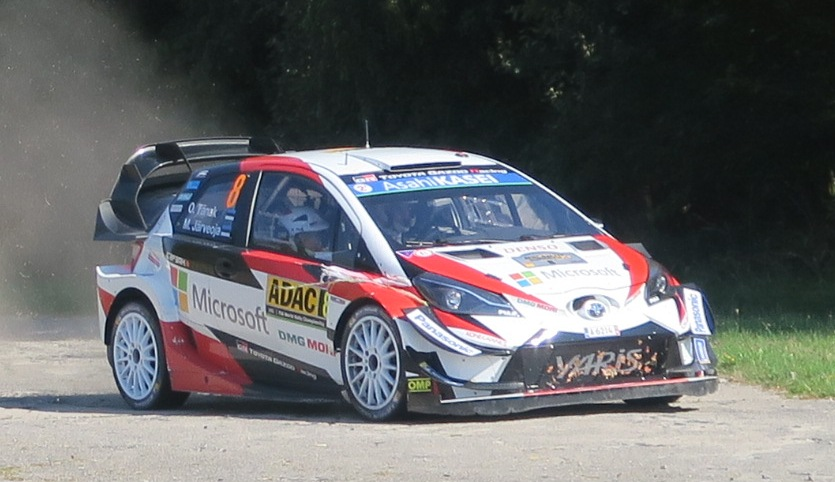
Le vainqueur Ott Tänak, ici durant le rallye.

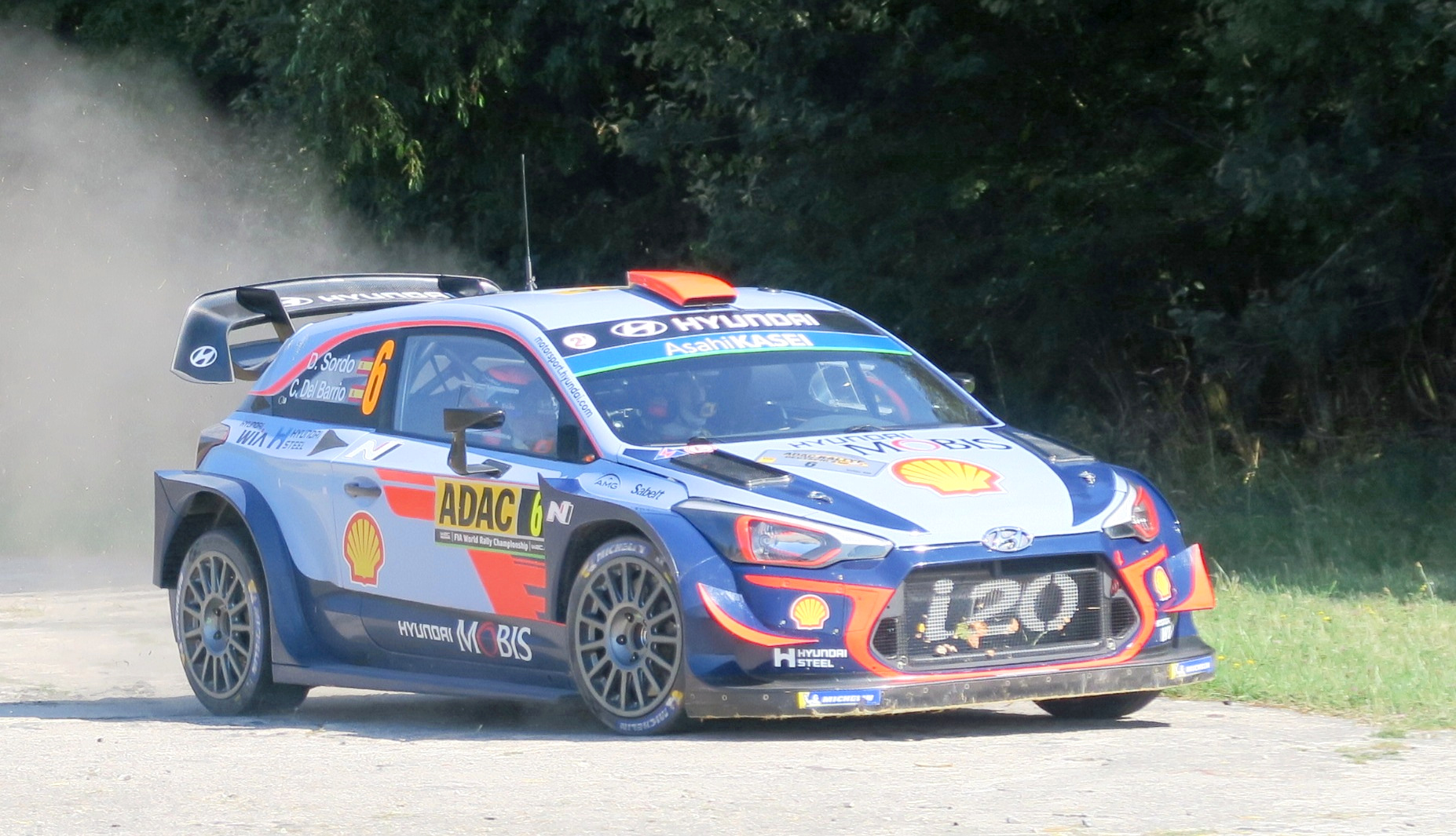
Dani Sordo, ici durant le rallye, a été longtemps deuxième avant d'être contraint à l'abandon.

Le rallye débute le jeudi par une spéciale tracée dans la ville de Saint-Wendel et remportée par Ott Tänak.
La journée du vendredi commence bien pour Sébastien Ogier qui signe le meilleur chrono et prend le commandement du rallye à Tänak. C'est cependant ce dernier qui va dominer la journée en remportant les cinq autres spéciales au programme. Ainsi, à la fin de la journée, Tänak est largement leader, 12,3 s devant Ogier et 27,4 s devant Neuville.
Le lendemain voit huit spéciales au programme dont la fameuse spéciale de Panzerplatte tracée au cœur du camp militaire de Baumholder et disputée à deux reprises. Elle est remportée le matin par Daniel Sordo qui devance Tänak, ce dernier continuant à grappiller un peu de temps sur ses rivaux directs, et notamment sur Neuville. En effet, ce dernier est moins à l’aise que la veille et perd du temps à chaque spéciale, si bien qu'à la pause, il n’est plus sur le podium provisoire du rallye. En effet, c'est Jari-Matti Latvala qui est maintenant troisième, Tänak étant toujours premier, 14,1 s devant Ogier.
L'après-midi commence avec la SS12 dominée par Sordo, ce dernier dépassant au passage Neuville, toujours à la peine et désormais 5e. Vient ensuite la spéciale de Panzerplatte où un événement majeur survient avec une crevaison due à une pierre pour Sébastien Ogier. Le classement est chamboulé avec le français qui dégringole à la 9e place à 1,56 min de Tänak. Ainsi, samedi soir, Tänak est solide leader, précédant de 43,7 s Sordo et de 44,5 s Latvala. Neuville est lui 4e à huit secondes du podium, tandis qu'Ogier est remonté de la 9e à la 7e place.
L'ultime journée du rallye ne propose que trois spéciales. Elle fait pourtant beaucoup de dégâts et ce dès la première spéciale avec Mads Østberg qui est contraint à l’abandon après être sorti de la route. Nouvel abandon avec Latvala, alors troisième du rallye, victime d’un problème de transmission. Enfin, Sordo, deuxième de l’épreuve, sort lui dans les vignes et endommage sa voiture. La deuxième spéciale est moins riche en péripéties, excepté l'abandon définitif de Sordo qui n'a pu réparer suffisamment sa Hyundai, Ogier y signe le meilleur temps. Le Français remporte aussi la dernière spéciale et les cinq points associés, alors que Neuville ne la termine que cinquième. Cela fait qu'Ogier ne perd que deux points au championnat sur le Belge, le retard s'établissant désormais à 23 points. Mais Ott Tänak, qui signe sa troisième victoire de la saison, devient une menace au championnat puisqu'il n'est désormais qu'à 13 points du Français.

### Rallye de Turquie
Le rallye débute le jeudi soir par une courte spéciale urbaine où Andreas Mikkelsen signe le meilleur temps.
La journée du vendredi commence bien pour Craig Breen qui signe le meilleur chrono et prend le commandement, mais c'est Mikkelsen qui pointe en tête à la mi-journée après avoir remporté la dernière spéciale du matin. La reprise sourit à Sébastien Ogier puisqu'il signe le meilleur temps sur la plus longue spéciale de la boucle. Pour d'autres concurrents en revanche, c'est la soupe à la grimace. En effet, son coéquipier Elfyn Evans abandonne à la suite d'une sortie de piste, tandis que les Citroën sont en proie à des soucis mécaniques. Mads Østberg voit sa suspension casser tandis que Craig Breen subit une crevaison qui le relègue à plus de 40 s de Mikkelsen, toujours leader de l'épreuve. Cela ne va pas durer car Neuville le dépasse lors de l’ultime spéciale de la journée. Ainsi, à la fin de la journée, le belge devance le Norvégien de 2,6 s, mais surtout, Ogier s'est intercalé entre les deux pilotes en pointant à seulement 0,3 s de Neuville.
Le lendemain, les conditions cassantes sont décisives puisque durant la première spéciale, coup de théâtre avec le meneur au championnat Neuville qui voit l'amortisseur avant gauche de sa Hyundai percer le capot. Le belge est contraint à l’abandon. Sébastien Ogier, auteur du meilleur chrono, hérite ainsi du commandement de l'épreuve. Seulement, il est à son tour victime d'une casse de suspension ! C'est pourquoi à la pause, Ogier n’est plus sur le podium provisoire du rallye. En effet, c'est Andreas Mikkelsen qui a repris le commandement, suivent Ott Tänak et Jari-Matti Latvala.
L'après-midi commence avec encore des rebondissements ! En effet, Ogier sort de la piste. Incapable de repartir, il est contraint à l'abandon. Durant la même spéciale, Mikkelsen alors en tête connaît des soucis de transmission qui lui font perdre près de deux minutes. Ott Tänak se retrouve ainsi en tête du rallye. Le malheureux Craig Breen voit lui sa voiture détruite par un incendie. Samedi soir, Tänak devance ainsi Jari-Matti Latvala de 13,1 s et Hayden Paddon de plus d'une minute.
Les concurrents au championnat Ogier et Neuville sont de retour dimanche et le belge signe le meilleur chrono de la première spéciale. Le Français s'adjuge les deux suivantes. Vient alors la dernière spéciale du rallye, que Neuville remporte ainsi que les cinq points associés ; suivent Ogier et Tänak. Ce dernier et son copilote Martin Järveoja remportent donc leur quatrième rallye de la saison. Tänak réalise ainsi une importante remontée au championnat, car alors qu'il avait 72 points de retard à l'issue du Rallye de Sardaigne sur Neuville, ses trois victoires consécutives acquises ensuite font qu'il occupe désormais la deuxième place au classement, 13 points derrière le belge et 10 points devant Ogier.

### Rallye de Grande-Bretagne
Le rallye s'inscrit dans le cadre de la lutte entre Sébastien Ogier, Thierry Neuville et Ott Tänak pour le titre. Débutant le jeudi par une courte spéciale remportée par Esapekka Lappi, il se poursuit le lendemain avec d'entrée de jeu Ott Tänak qui s'illustre en s'adjugeant les trois spéciales matinales. Les deux courtes spéciales qui suivent créent peu d'écart, sauf pour Sébastien Ogier en délicatesse avec sa boîte de vitesse. Ainsi, Tänak mène à la pause, ses rivaux Neuville et Ogier sont relégués respectivement à 21,8 s et à 27,9 s.
L'après-midi continue de sourire à Tänak puisqu'il signe deux scratchs, ne laissant que la dernière spéciale à Thierry Neuville. L'après-midi est néanmoins moins heureuse pour d'autres pilotes, à l'instar d'Elfyn Evans, qui n’a pu repartir pour cause de problème mécanique, et de Jari-Matti Latvala, qui a perdu 16 s sur son coéquipier durant l'ES8. Le finlandais reste cependant sur le podium provisoire le vendredi soir, mais il accuse désormais plus de 30 s de retard sur Ott Tänak, grand leader. Seul Neuville est en dessous de la demi minute de retard (28,8 s), Ogier est lui 5e à 38,2 s.
Samedi, Ogier profite de la première spéciale pour l'emporter et s'installer sur la troisième marche du podium. Tänak n’est toutefois pas en danger, et ce d'autant plus que son dauphin Neuville part à la faute dans la spéciale suivante. Sorti trop large d'un virage à droite, il s'est retrouvé coincé dans un fossé. Déclarant ensuite qu'« il fallait que ça arrive quand tu conduis sur un fil depuis le début de l'année », le belge a perdu beaucoup de temps. L'estonien continue sur sa lancée en remportant la spéciale suivante et en augmentant l’écart sur le français tout au long de la matinée. Ainsi, à la mi-journée, Tänak est un large meneur, devançant le deuxième Ogier de 48 s, tandis que Neuville est 9e à plus d'1 min 30.
L'après-midi débute bien pour Sébastien Ogier qui réalise un meilleur temps d'entrée, augmentant un peu l'écart avec Latvala 3e. Cela n'est pas anodin car la spéciale suivante réserve un coup de théâtre. En effet, Ott Tänak y est contraint de s'arrêter, le carter et le radiateur de sa Toyota étant cassés ! Il confiera par la suite que « c'est la pire chose qu'[il] aie jamais ressentie ». Avec les péripéties de la journée, le classement est tel que Latvala est deuxième à seulement 4,4 s d'Ogier, alors qu'Esapekka Lappi n'a que 7,4 s de retard sur lui.
Le début de la journée de dimanche est favorable à Latvala, qui revient à 1,7 s d'Ogier dès la première spéciale. Vient ensuite la super spéciale, que le finlandais remporte. Le trio de tête du championnat suit. Surtout, le français concède plus de 5 s à Latvala, laissant la tête de l’épreuve à ce dernier. Cependant, Ogier signe le meilleur temps lors du premier passage dans Great Orme, revenant à 0,2 s de Latvala, puis continue sur sa lancée et remporte la spéciale suivante, reprenant par la même occasion le commandement de l'épreuve avec 3,1 s d'avance. Vient alors la dernière spéciale, que Sébastien Ogier remporte, scellant ainsi une victoire qui couplée aux malheurs de Tänak sont très bienfaiteurs pour lui au championnat. En effet, Ogier est désormais 2e et n’accuse plus qu'un retard de 7 points. Latvala finit par conséquent deuxième à 10,6 s, son coéquipier Lappi compléte le podium, ce qui permet à Toyota d'engranger des points précieux pour le championnat des constructeurs.

### Rallye de Catalogne
Le rallye de Catalogne est la seule manche mixte du calendrier et débute le jeudi soir par une courte spéciale tracée dans Barcelone que Sébastien Ogier remporte.
La journée du vendredi ne sourit pas Esapekka Lappi qui sort deux fois de la piste mais commence bien pour son coéquipier Tänak qui signe d'entrée le meilleur chrono, puis qui prend le commandement de l'épreuve à Ogier durant l'ES3. Le français y perd plus de vingt secondes sur le premier Latvala, mais ce dernier perd ensuite une quarantaine de secondes à cause d'une crevaison. Tänak, toujours aussi efficace, est en tête à la mi-journée avec plus de 10 s d'avance sur le deuxième Elfyn Evans; tandis que les ouvreurs Neuville et Ogier ont souffert du balayage. La reprise sourit au local Daniel Sordo qui signe le meilleur temps. Latvala toujours performant signe les deux derniers scratchs de la journée, lui permettant de se rapprocher au général. Ott Tänak mène à la fin de la journée avec une confortable avance puisque le deuxième Sordo pointe à 26,8 s et le troisième Evans est à 29,7 s. Loeb est dans le coup en étant 4e, alors qu'Ogier et Neuville ont continué de subir le balayage et sont relégués respectivement à 39,4 s et 59,7 s.
Le lendemain voit l'asphalte et la pluie au programme. Le placement dangereux de certains spectateurs entraîne l'annulation de la première spéciale. Les deux spéciales restantes sont enlevées par les pilotes Toyota Tänak et Latvala. Mais la matinée n'est en fait pas favorable au constructeur nippon puisque Tänak la termine à la 9e place au général, la faute à une crevaison dans l'ES10 qu'il a obligé à changer de roue, lui faisant perdre près de deux minutes sur ses rivaux ! C'est aussi la soupe à la grimace pour Mikkelsen, qui perd plus d'une minute en deux spéciales, et pour Craig Breen, qui a abîmé l'arrière de sa C3 en partant en tête à queue dans l'ES9. C'est ainsi qu'à la pause, le commandement de l'épreuve appartient à Sordo, mais Latvala le talonne à 0,3 s. Evans, Loeb, Ogier et Neuville suivent.
Les deuxièmes passages de l'après-midi se font toujours sous des conditions humides. Latvala est dans le coup et s'installe d'entrée en tête, tout comme Loeb qui signe son premier scratch lors de l'ES12. L'autre homme en forme est Thierry Neuville qui s'adjuge l’'S11 et l'ES13. Cette dernière, boueuse, créé quelques écarts mais samedi soir, les six premiers au général se tiennent en moins de 18 s. Latvala mène, devant les français Ogier et Loeb à respectivement 7,2 s et 9,9 s. Suivent le constant Evans à 11,2 s, Neuville à 14,0 s et Sordo à 17,6 s.
Sébastien Loeb est le seul des favoris à partir en gommes dures pour la dernière journée, mais cela paye puisqu'il s'empare du commandement de l’épreuve en enlevant la première spéciale puis s'adjuge aussi la suivante. Cependant, la pénultième spéciale est le terrain de plusieurs péripéties avec Loeb qui fait une faute sur un 360°, et avec Latvala qui heurte un rail. Ainsi, avant la dernière spéciale, Loeb devance de seulement 3,6 s le deuxième qui est maintenant Ogier ; Neuville est lui 3e. La dernière ES est remportée par Tänak suivi d'Ogier, mais Loeb ne concède que 0,8 s sur son compatriote, si bien qu'il remporte pour 2,9 s son 79e rallye WRC. Toujours copiloté par Daniel Elena, Loeb déclare que « c’est peut-être [sa] plus belle victoire » et que « c'est dingue de renouer avec la victoire en WRC 6 ans après, c’est un peu comme une première victoire ». Ogier reprend la tête du championnat à Neuville pour trois points, ce dernier ayant crevé durant la Power Stage et n'engrangeant que les 12 points de la 4e place, la troisième revenant à Evans. Sordo termine 5e, suivi des trois pilotes Toyota avec Tänak en tête qui font une mauvaise opération au championnat pilotes tout comme au championnat constructeur.

### Rallye d'Australie
Le rallye d'Australie est l'épilogue d'une saison très disputée. En effet, seuls trois points séparent Sébastien Ogier (Ford) de Thierry Neuville (Hyundai), et avec Ott Tänak (Toyota), ils sont en lice pour le titre de champion du monde des pilotes, tout comme leurs constructeurs respectifs pour le championnat des constructeurs.
Le rallye voit Lappi emporter la première spéciale, puis Latvala s'impose dans l'ES2, mais c'est le pilote Citroën Mads Østberg qui signe le scratch de la dernière spéciale de la matinée. Cette dernière est marquée par la mésaventure connue par Andreas Mikkelsen : déconcentré par la présence d'un tracteur dans la spéciale, le pilote norvégien  est sorti de la piste. Ainsi, à la pause, Østberg mène, devançant Lappi et Latvala, alors qu'Ogier et Neuville, contraints par leur position de balayer, sont relégués respectivement à 27,6 s et Latvala de 19,2 s. Tänak signe le scratch à la reprise mais dans la spéciale suivante, il arrache son pare-chocs avant, la faute à un gué. Son coéquipier Lappi connaît lui des coupures moteur. En revanche, Neuville y signe le meilleur chrono. Mais la spéciale suivante est beaucoup moins favorable au Belge. En effet, il déjante à l'arrière gauche à la suite d'une mauvaise réception de saut. Logiquement en difficulté ensuite, il concède beaucoup de temps et se retrouve 10e, position inconfortable pour lui car elle l'oblige à ouvrir la route durant toute la journée de samedi. De plus, M-Sport fait ralentir les coéquipiers d'Ogier (Evans et Suninen) de manière qu'il soient derrière le Français au classement. Ainsi, à la fin de la journée, Ogier est 7e à 38,2 s d'Østberg toujours leader alors que Neuville est 10e à 33,7 s du français. Le podium provisoire est complété par Breen et Latvala.

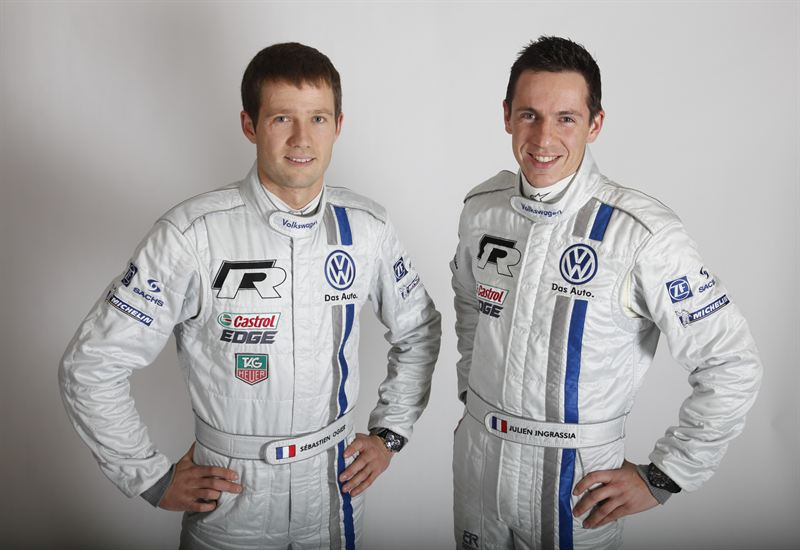
Sébastien Ogier et Julien Ingrassia, ici en 2011, sont sacrés champions du monde pour la sixième fois consécutives à l'issue du rallye.

La journée de samedi est la plus chargée du rallye. Hayden Paddon est le plus rapide dans la première spéciale, mais l'homme fort de la matinée se révèle être Ott Tänak, l'estonien s'adjugeant les trois spéciales suivantes. Østberg est en revanche en difficulté, si bien qu'il perd le commandement lors de l'ES11 au profit de Latvala qui reste mieux positionné que Tänak. Cette spéciale voit d'ailleurs Neuville et Breen heurter tous les deux un talus et perdre du temps, surtout pour l'irlandais qui a endommagé sa suspension arrière-gauche. Ainsi, à la mi-journée, Latvala est en tête, 3,2 s devant Tänak et 8,0 s devant Østberg. Le pépin de Breen fait qu'Ogier est 6e mais il est à plus d'1 min de son rival Tänak. L'après-midi, Paddon re-signe d'entrée le scratch puis Tänak remporte à nouveau 3 spéciales. Surtout, l'estonien s'empare de la première place au détriment de Latvala. Ogier et Neuville continuent eux à perdre du temps lors de chaque spéciale. Østberg passe 4e, la 3e place revenant à Paddon. Samedi soir, Ogier est 6e à plus d'1 min 30, mais possède plus d'1 min d'avance sur Neuville, alors 8e. Dans cette position, le gapençais serait titré quels que soient les résultats de ses rivaux dans la Power stage, mais la 1re place de Tänak ne lui accorde aucun relâchement.
Les averses nocturnes ont rendu les spéciales du dimanche boueuses et donc piégeuses. Latvala remporte la première spéciale, mais dans la spéciale suivante remportée par Paddon, Breen et surtout Tänak sortent de la route dans un virage serré. L'estonien endommage ainsi sa Yaris à l’avant-droit et rend pour 5,0 s le commandement à Latvala. Puis dans l'ES22,  Neuville part à la faute et heurte un arbre, finissant avec une roue arrachée; ses espoirs de titre s'envolent. Désormais, seul Tänak peut empêcher le sacre d'Ogier. Or, l'Estonien part lui aussi à la faute dans l'ES23 et ne peut repartir ! Sébastien Ogier et Julien Ingrassia sont dès lors champions du monde pour la sixième fois consécutive, alors qu'ils étaient 3e au championnat avec 23 points de retard sur Neuville après le Rallye de Turquie. C'est la quinzième fois de suite qu'un pilote français est titré. Quant à Latvala, qui vient de signer les deux scratchs, il n'a plus de concurrence pour la victoire et s'adjuge le rallye à l'issue d'une dernière spéciale remportée par Ogier. Le pilote finlandais, qui gagne chaque année au moins un rallye depuis 2008, remporte sa première victoire de la saison et remonte à la 4e place au championnat. Paddon et Østberg complètent le podium. C'est aussi la 5e victoire pour Toyota, et surtout, le constructeur nippon est sacré champion du monde des constructeurs, alors qu'il avait 51 points de retard sur Hyundai à l'issue du Rallye de Sardaigne.

## Résultats
| Manche | Rallye                                                                   | Podium | Podium | Podium                            | Podium                                       | Podium            | Statistiques       | Statistiques       | Statistiques      | Statistiques      |
| Manche | Rallye                                                                   | Pos.   | No     | Équipage                          | Équipe                                       | Temps             | Épreuves spéciales | Distance parcourue | Équipages engagés | Équipages classés |
| ------ | ------------------------------------------------------------------------ | ------ | ------ | --------------------------------- | -------------------------------------------- | ----------------- | ------------------ | ------------------ | ----------------- | ----------------- |
| 1er    | 86e Rallye Automobile de Monte-Carlo (25-28 janvier) résultats détaillés | 1      | 1      | Sébastien Ogier Julien Ingrassia  | M-Sport World Rally Team (Ford Fiesta WRC)   | 4 h 18 min 55 s 5 | 17                 | 394,74 km          | 67                | 47                |
| 1er    | 86e Rallye Automobile de Monte-Carlo (25-28 janvier) résultats détaillés | 2      | 8      | Ott Tänak Martin Järveoja         | Toyota GAZOO Racing WRC (Toyota Yaris WRC)   | 4 h 19 min 53 s 8 | 17                 | 394,74 km          | 67                | 47                |
| 1er    | 86e Rallye Automobile de Monte-Carlo (25-28 janvier) résultats détaillés | 3      | 7      | Jari-Matti Latvala Miikka Anttila | Toyota GAZOO Racing WRC (Toyota Yaris WRC)   | 4 h 20 min 47 s 5 | 17                 | 394,74 km          | 67                | 47                |
|        |                                                                          |        |        |                                   |                                              |                   |                    |                    |                   |                   |
| 2e     | 66e Rallye de Suède (15-18 février) résultats détaillés                  | 1      | 5      | Thierry Neuville Nicolas Gilsoul  | Hyundai Motorsport (Hyundai i20 Coupe WRC)   | 2 h 52 min 13 s 1 | 19                 | 314,51 km          | 66                | 59                |
| 2e     | 66e Rallye de Suède (15-18 février) résultats détaillés                  | 2      | 11     | Craig Breen Scott Martin          | Citroën Total Abu Dhabi WRT (Citroën C3 WRC) | 2 h 52 min 32 s 9 | 19                 | 314,51 km          | 66                | 59                |
| 2e     | 66e Rallye de Suède (15-18 février) résultats détaillés                  | 3      | 4      | Andreas Mikkelsen Anders Jaeger   | Hyundai Motorsport (Hyundai i20 Coupe WRC)   | 2 h 52 min 41 s 4 | 19                 | 314,51 km          | 66                | 59                |
|        |                                                                          |        |        |                                   |                                              |                   |                    |                    |                   |                   |
| 3e     | 32e Rallye du Mexique (8-11 mars) résultats détaillés                    | 1      | 1      | Sébastien Ogier Julien Ingrassia  | M-Sport World Rally Team (Ford Fiesta WRC)   | 3 h 53 min 58 s 0 | 22                 | 344,49 km          | 31                | 23                |
| 3e     | 32e Rallye du Mexique (8-11 mars) résultats détaillés                    | 2      | 6      | Dani Sordo Marc Martí             | Hyundai Motorsport (Hyundai i20 Coupe WRC)   | 3 h 55 min 11 s 6 | 22                 | 344,49 km          | 31                | 23                |
| 3e     | 32e Rallye du Mexique (8-11 mars) résultats détaillés                    | 3      | 10     | Kris Meeke Paul Nagle             | Citroën Total Abu Dhabi WRT (Citroën C3 WRC) | 3 h 55 min 27 s 2 | 22                 | 344,49 km          | 31                | 23                |
|        |                                                                          |        |        |                                   |                                              |                   |                    |                    |                   |                   |
| 4e     | 61e Tour de Corse (5-8 avril) résultats détaillés                        | 1      | 1      | Sébastien Ogier Julien Ingrassia  | M-Sport World Rally Team (Ford Fiesta WRC)   | 3 h 26 min 52 s 7 | 12                 | 333,48 km          | 92                | 71                |
| 4e     | 61e Tour de Corse (5-8 avril) résultats détaillés                        | 2      | 8      | Ott Tänak Martin Järveoja         | Toyota GAZOO Racing WRC (Toyota Yaris WRC)   | 3 h 27 min 28 s 8 | 12                 | 333,48 km          | 92                | 71                |
| 4e     | 61e Tour de Corse (5-8 avril) résultats détaillés                        | 3      | 5      | Thierry Neuville Nicolas Gilsoul  | Hyundai Motorsport (Hyundai i20 Coupe WRC)   | 3 h 28 min 00 s 2 | 12                 | 333,48 km          | 92                | 71                |
|        |                                                                          |        |        |                                   |                                              |                   |                    |                    |                   |                   |
| 5e     | 20e Rallye d'Argentine (26-29 avril) résultats détaillés                 | 1      | 8      | Ott Tänak Martin Järveoja         | Toyota GAZOO Racing WRC (Toyota Yaris WRC)   | 3 h 43 min 28 s 9 | 18                 | 358,25 km          | 30                | 19                |
| 5e     | 20e Rallye d'Argentine (26-29 avril) résultats détaillés                 | 2      | 5      | Thierry Neuville Nicolas Gilsoul  | Hyundai Motorsport (Hyundai i20 Coupe WRC)   | 3 h 44 min 06 s 6 | 18                 | 358,25 km          | 30                | 19                |
| 5e     | 20e Rallye d'Argentine (26-29 avril) résultats détaillés                 | 3      | 6      | Dani Sordo Carlos del Barrio      | Hyundai Motorsport (Hyundai i20 Coupe WRC)   | 3 h 44 min 44 s 6 | 18                 | 358,25 km          | 30                | 19                |
|        |                                                                          |        |        |                                   |                                              |                   |                    |                    |                   |                   |
| 6e     | 52e Rallye du Portugal (17-20 mai) résultats détaillés                   | 1      | 5      | Thierry Neuville Nicolas Gilsoul  | Hyundai Motorsport (Hyundai i20 Coupe WRC)   | 3 h 43 min 11 s 5 | 20                 | 357,75 km          | 88                | 45                |
| 6e     | 52e Rallye du Portugal (17-20 mai) résultats détaillés                   | 2      | 2      | Elfyn Evans Daniel Barritt        | M-Sport (Ford Fiesta WRC)                    | 3 h 43 min 49 s 0 | 20                 | 357,75 km          | 88                | 45                |
| 6e     | 52e Rallye du Portugal (17-20 mai) résultats détaillés                   | 3      | 3      | Teemu Suninen Mikko Markkula      | M-Sport (Ford Fiesta WRC)                    | 3 h 43 min 57 s 4 | 20                 | 357,75 km          | 88                | 45                |
|        |                                                                          |        |        |                                   |                                              |                   |                    |                    |                   |                   |
| 7e     | 15e Rallye de Sardaigne (7-10 juin) résultats détaillés                  | 1      | 5      | Thierry Neuville Nicolas Gilsoul  | Hyundai Motorsport (Hyundai i20 Coupe WRC)   | 3 h 29 min 18 s 7 | 20                 | 313,46 km          | 50                | 28                |
| 7e     | 15e Rallye de Sardaigne (7-10 juin) résultats détaillés                  | 2      | 1      | Sébastien Ogier Julien Ingrassia  | M-Sport World Rally Team (Ford Fiesta WRC)   | 3 h 29 min 19 s 4 | 20                 | 313,46 km          | 50                | 28                |
| 7e     | 15e Rallye de Sardaigne (7-10 juin) résultats détaillés                  | 3      | 9      | Esapekka Lappi Janne Ferm         | Toyota GAZOO Racing WRC (Toyota Yaris WRC)   | 3 h 31 min 15 s 0 | 20                 | 313,46 km          | 50                | 28                |
|        |                                                                          |        |        |                                   |                                              |                   |                    |                    |                   |                   |
| 8e     | 68e Rallye de Finlande (26-29 juillet) résultats détaillés               | 1      | 8      | Ott Tänak Martin Järveoja         | Toyota GAZOO Racing WRC (Toyota Yaris WRC)   | 2 h 35 min 18 s 1 | 23                 | 317,26 km          | 72                | 51                |
| 8e     | 68e Rallye de Finlande (26-29 juillet) résultats détaillés               | 2      | 10     | Mads Østberg Torstein Eriksen     | Citroën Total Abu Dhabi WRT (Citroën C3 WRC) | 2 h 35 min 50 s 8 | 23                 | 317,26 km          | 72                | 51                |
| 8e     | 68e Rallye de Finlande (26-29 juillet) résultats détaillés               | 3      | 7      | Jari-Matti Latvala Miikka Anttila | Toyota GAZOO Racing WRC (Toyota Yaris WRC)   | 2 h 35 min 53 s 6 | 23                 | 317,26 km          | 72                | 51                |
|        |                                                                          |        |        |                                   |                                              |                   |                    |                    |                   |                   |
| 9e     | 36e Rallye d'Allemagne (16-19 août) résultats détaillés                  | 1      | 8      | Ott Tänak Martin Järveoja         | Toyota GAZOO Racing WRC (Toyota Yaris WRC)   | 3 h 03 min 36 s 9 | 18                 | 325,76 km          | 60                | 45                |
| 9e     | 36e Rallye d'Allemagne (16-19 août) résultats détaillés                  | 2      | 5      | Thierry Neuville Nicolas Gilsoul  | Hyundai Motorsport (Hyundai i20 Coupe WRC)   | 3 h 04 min 16 s 1 | 18                 | 325,76 km          | 60                | 45                |
| 9e     | 36e Rallye d'Allemagne (16-19 août) résultats détaillés                  | 3      | 9      | Esapekka Lappi Janne Ferm         | Toyota GAZOO Racing WRC (Toyota Yaris WRC)   | 3 h 04 min 37 s 8 | 18                 | 325,76 km          | 60                | 45                |
|        |                                                                          |        |        |                                   |                                              |                   |                    |                    |                   |                   |
| 10e    | 11e Rallye de Turquie (13-16 septembre) résultats détaillés              | 1      | 8      | Ott Tänak Martin Järveoja         | Toyota GAZOO Racing WRC (Toyota Yaris WRC)   | 3 h 59 min 24 s 5 | 17                 | 317,28 km          | 45                | 29                |
| 10e    | 11e Rallye de Turquie (13-16 septembre) résultats détaillés              | 2      | 7      | Jari-Matti Latvala Miikka Anttila | Toyota GAZOO Racing WRC (Toyota Yaris WRC)   | 3 h 59 min 46 s 8 | 17                 | 317,28 km          | 45                | 29                |
| 10e    | 11e Rallye de Turquie (13-16 septembre) résultats détaillés              | 3      | 6      | Hayden Paddon Sebastian Marshall  | Hyundai Motorsport (Hyundai i20 Coupe WRC)   | 4 h 01 min 10 s 8 | 17                 | 317,28 km          | 45                | 29                |
|        |                                                                          |        |        |                                   |                                              |                   |                    |                    |                   |                   |
| 11e    | 74e Rallye de Grande-Bretagne (4-7 octobre) résultats détaillés          | 1      | 1      | Sébastien Ogier Julien Ingrassia  | M-Sport World Rally Team (Ford Fiesta WRC)   | 3 h 06 min 12 s 5 | 23                 | 318,34 km          | 57                | 48                |
| 11e    | 74e Rallye de Grande-Bretagne (4-7 octobre) résultats détaillés          | 2      | 7      | Jari-Matti Latvala Miikka Anttila | Toyota GAZOO Racing WRC (Toyota Yaris WRC)   | 3 h 06 min 23 s 1 | 23                 | 318,34 km          | 57                | 48                |
| 11e    | 74e Rallye de Grande-Bretagne (4-7 octobre) résultats détaillés          | 3      | 9      | Esapekka Lappi Janne Ferm         | Toyota GAZOO Racing WRC (Toyota Yaris WRC)   | 3 h 06 min 47 s 6 | 23                 | 318,34 km          | 57                | 48                |
|        |                                                                          |        |        |                                   |                                              |                   |                    |                    |                   |                   |
| 12e    | 54e Rallye de Catalogne (25-28 octobre) résultats détaillés              | 1      | 10     | Sébastien Loeb Daniel Elena       | Citroën Total Abu Dhabi WRT (Citroën C3 WRC) | 3 h 12 min 08 s 0 | 18                 | 331,58 km          | 70                | 53                |
| 12e    | 54e Rallye de Catalogne (25-28 octobre) résultats détaillés              | 2      | 1      | Sébastien Ogier Julien Ingrassia  | M-Sport World Rally Team (Ford Fiesta WRC)   | 3 h 12 min 10 s 9 | 18                 | 331,58 km          | 70                | 53                |
| 12e    | 54e Rallye de Catalogne (25-28 octobre) résultats détaillés              | 3      | 2      | Elfyn Evans Daniel Barritt        | M-Sport World Rally Team (Ford Fiesta WRC)   | 3 h 12 min 24 s 5 | 18                 | 331,58 km          | 70                | 53                |
|        |                                                                          |        |        |                                   |                                              |                   |                    |                    |                   |                   |
| 13e    | 27e Rallye d'Australie (15-18 novembre) résultats détaillés              | 1      | 7      | Jari-Matti Latvala Miikka Anttila | Toyota GAZOO Racing WRC (Toyota Yaris WRC)   | 2 h 59 min 52 s 0 | 24                 | 316,30 km          | 25                | 15                |
| 13e    | 27e Rallye d'Australie (15-18 novembre) résultats détaillés              | 2      | 6      | Hayden Paddon Sebastian Marshall  | Hyundai Motorsport (Hyundai i20 Coupe WRC)   | 3 h 00 min 24 s 5 | 24                 | 316,30 km          | 25                | 15                |
| 13e    | 27e Rallye d'Australie (15-18 novembre) résultats détaillés              | 3      | 10     | Mads Østberg Torstein Eriksen     | Citroën Total Abu Dhabi WRT (Citroën C3 WRC) | 3 h 00 min 44 s 2 | 24                 | 316,30 km          | 25                | 15                |

## Classements

### Attribution des points
Les points sont attribués aux 10 premiers équipages classés, tandis que les points de la super spéciale sont attribués aux 5 premiers pilotes du classement de celle-ci. Le système de points est le système universel FIA.
| Position | 1er | 2e | 3e | 4e | 5e | 6e | 7e | 8e | 9e | 10e |
| Points   | 25  | 18 | 15 | 12 | 10 | 8  | 6  | 4  | 2  | 1   |

| Position | 1er | 2e | 3e | 4e | 5e |
| Points   | 5   | 4  | 3  | 2  | 1  |

### Classement des pilotes
Selon le système de points en vigueur, les 10 premiers équipages remportent des points, 25 points pour le premier, puis 18, 15, 12, 10, 8, 6, 4, 2 et 1. Le championnat est remporté par Sébastien Ogier pour la sixième fois consécutive, après avoir gagné le Rallye Monte-Carlo, le Rallye du Mexique, le Tour de Corse et le Rallye de Grande-Bretagne.

### Évolution du classement
| Rallyes →          |    |    |    |    |    |    |    |    |    |    |    |    |    | Vic. | Pod. | 1er |
|                    |    |    |    |    |    |    |    |    |    |    |    |    |    |      |      |     |
| ------------------ | -- | -- | -- | -- | -- | -- | -- | -- | -- | -- | -- | -- | -- | ---- | ---- | --- |
| Sébastien Ogier    | 1  | 2  | 1  | 1  | 1  | 2  | 2  | 2  | 2  | 3  | 2  | 1  | 1  | 4    | 6    | 6   |
| Thierry Neuville   | 5  | 1  | 2  | 2  | 2  | 1  | 1  | 1  | 1  | 1  | 1  | 2  | 2  | 3    | 6    | 7   |
| Ott Tänak          | 2  | 5  | 6  | 3  | 3  | 3  | 3  | 3  | 3  | 2  | 3  | 3  | 3  | 4    | 6    |     |
| Jari-Matti Latvala | 3  | 3  | 5  | 7  | 8  | 9  | 9  | 7  | 7  | 5  | 5  | 5  | 4  | 1    | 5    |     |
| Esapekka Lappi     | 7  | 4  | 7  | 6  | 7  | 5  | 4  | 4  | 4  | 4  | 4  | 4  | 5  |      | 3    |     |
| Andreas Mikkelsen  | 9  | 6  | 3  | 4  | 4  | 6  | 6  | 6  | 5  | 6  | 6  | 6  | 6  |      | 1    |     |
| Elfyn Evans        | 6  | 10 | 12 | 10 | 9  | 7  | 7  | 8  | 8  | 9  | 11 | 8  | 7  |      | 2    |     |
| Hayden Paddon      | -  | 9  | 11 | 12 | 12 | 15 | 13 | 13 | 13 | 10 | 9  | 10 | 8  |      | 2    |     |
| Daniel Sordo       | -  | -  | 9  | 8  | 5  | 4  | 5  | 5  | 6  | 7  | 7  | 7  | 9  |      | 2    |     |
| Mads Østberg       | -  | 11 | 13 | 13 | 13 | 12 | 11 | 9  | 9  | 11 | 12 | 12 | 10 |      | 2    |     |
| Craig Breen        | 10 | 7  | 8  | 9  | 10 | 10 | 10 | 11 | 10 | 12 | 8  | 9  | 11 |      | 1    |     |
| Teemu Suninen      | -  | 12 | 15 | 16 | 15 | 11 | 12 | 12 | 12 | 8  | 10 | 11 | 12 |      | 1    |     |
| Sébastien Loeb     | -  | -  | 10 | 11 | 11 | 13 | 14 | 14 | 14 | 15 | 15 | 13 | 13 | 1    | 1    |     |
| Kris Meeke         | 4  | 8  | 4  | 5  | 6  | 8  | 8  | 10 | 11 | 13 | 13 | 14 | 14 |      | 1    |     |
| Jan Kopecký        | 11 | 14 | 18 | 15 | 16 | 16 | 16 | 16 | 16 | 14 | 14 | 15 | 15 |      | 0    |     |
| Pontus Tidemand    | -  | -  | 14 | 14 | 14 | 14 | 15 | 15 | 15 | 16 | 16 | 16 | 16 |      | 0    |     |
| Henning Solberg    | -  | -  | -  | -  | -  | -  | -  | -  | -  | 17 | 17 | 17 | 17 |      | 0    |     |
| Simone Tempestini  | -  | -  | -  | -  | -  | -  | -  | -  | -  | 18 | 18 | 18 | 18 |      | 0    |     |
| Bryan Bouffier     | 8  | 13 | 16 | 17 | 17 | 17 | 17 | 17 | 17 | 19 | 19 | 19 | 19 |      | 0    |     |
| Alberto Heller     | -  | -  | -  | -  | -  | -  | -  | -  | -  | -  | -  | -  | 20 |      | 0    |     |
| Marijan Griebel    | -  | -  | -  | -  | -  | -  | -  | -  | 18 | 20 | 20 | 20 | 21 |      | 0    |     |
| Kalle Rovanperä    | -  | -  | -  | -  | -  | -  | -  | -  | 21 | 24 | 21 | 21 | 22 |      | 0    |     |
| Gus Greensmith     | -  | -  | 17 | 18 | 18 | 18 | 18 | 18 | 19 | 21 | 22 | 22 | 23 |      | 0    |     |
| Łukasz Pieniążek   | -  | -  | -  | -  | -  | 19 | 19 | 19 | 20 | 22 | 23 | 23 | 24 |      | 0    |     |
| Chris Ingram       | -  | -  | -  | -  | -  | -  | -  | -  | -  | 23 | 24 | 24 | 25 |      | 0    |     |
| Steve Glenney      | -  | -  | -  | -  | -  | -  | -  | -  | -  | -  | -  | -  | 26 |      | 0    |     |
| Pedro Heller       | -  | -  | 19 | 20 | 20 | 21 | 21 | 21 | 22 | 25 | 25 | 25 | 27 |      | 0    |     |
| Yoann Bonato       | -  | -  | -  | 19 | 19 | 20 | 20 | 20 | 23 | 26 | 26 | 26 | 28 |      | 0    |     |
| Stéphane Lefebvre  | -  | -  | -  | -  | -  | 22 | 22 | 22 | 24 | 27 | 27 | 27 | 29 |      | 0    |     |
| Jourdan Serderidis | -  | -  | -  | -  | -  | -  | -  | -  | -  | -  | -  | -  | 30 |      | 0    |     |

En gras et italique, pilotes vainqueurs.

### Classement des copilotes
Selon le système de points en vigueur, les 10 premiers équipages remportent des points, 25 points pour le premier, puis 18, 15, 12, 10, 8, 6, 4, 2 et 1. Le championnat est remporté par Julien Ingrassia, copilote de Sébastien Ogier, pour la sixième fois consécutive, après avoir gagné le Rallye Monte-Carlo, le Rallye du Mexique, le Tour de Corse et le Rallye de Grande-Bretagne.

### Classement des constructeurs

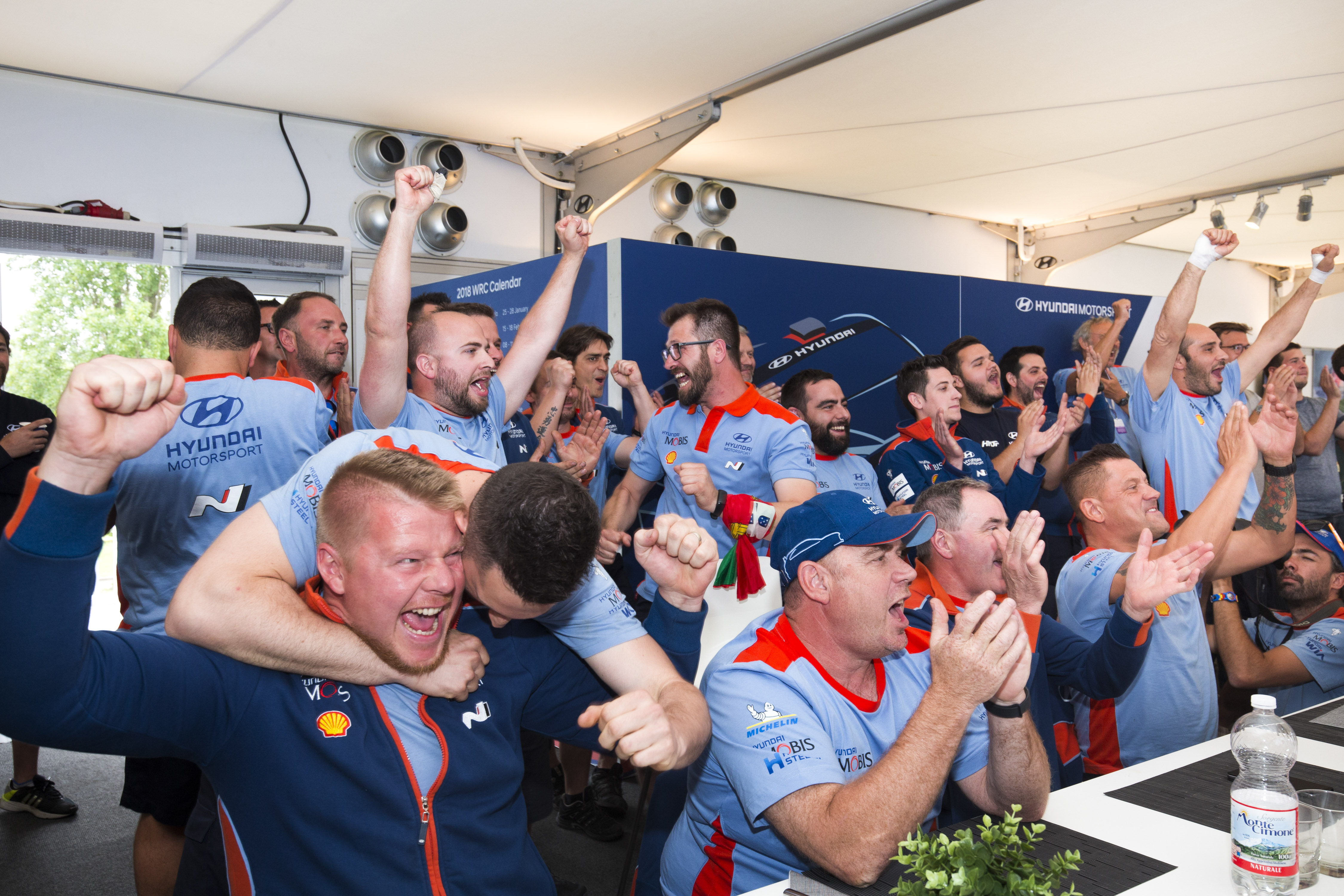
L'équipe Hyundai célébrant sa victoire au rallye du Portugal 2018.

Les points sont accordés aux 10 premiers classés. Seules les deux premières voitures parmi les trois sélectionnées par chaque constructeurs marquent des points. Les points de la super spéciale ne sont pas pris en compte dans ce classement.
Toyota remporte le championnat, 1 an après son retour en WRC et 19 ans après le titre obtenu en 1999.